# Liste der Namen deutscher Kriegsschiffe (A–M)
Teil II: Siehe: Liste der Namen deutscher Kriegsschiffe (N–Z)
Die Liste der Namen deutscher Kriegsschiffe enthält alle Schiffe der folgenden Marinen:
- Seestreitkräfte des Deutschen Bundes einschließlich der provisorischen Zentralgewalt von 1848/49 und aller Teilstaaten einschließlich Österreichs bis 1866
- Marine des Norddeutschen Bundes
- Streitkräfte des Deutschen Reiches von 1871 bis 1945 (Kaiserliche Marine, Reichsmarine, Kriegsmarine, Luftwaffe der Wehrmacht)
- Deutsche Seeverbände 1945–1956
- Bundesmarine und Deutsche Marine, außerdem seegehende Fahrzeuge anderer Bundeswehrdienststellen
- Volksmarine einschließlich der 6. Grenzbrigade Küste und des Seehydrographischen Diensts (SHD), jedoch ohne Fahrzeuge der Gesellschaft für Sport und Technik

Die Namen werden in alphabetischer Reihenfolge ohne Berücksichtigung von Präfixen (z. B. SMS) gelistet. Sollte die Liste zu lang werden, wird sie aufgeteilt.
Für jeden Namen gibt es eine Überschrift (fett), darunter die einzelnen Namensträger in der Reihenfolge des Beginns der Namensführung. Soweit sinnvoll, werden Namen mit mehreren Bestandteilen doppelt gelistet (z. B. Fürst Bismarck unter F und B).
Es werden angeführt: Name, Zeitraum der Namensführung in den genannten Seestreitkräften, Typ, Klasse, Marine. Weitere Angaben sprengen die Liste und sollen hier unterbleiben.

## A

### Ac
Acheron
- Acheron; 1936–1940; U-Boot-Tender; Minensuchboot 1916; Kriegsmarine
- Acheron; 1969–1995; Küstenwachboot, Binnenminensuchboot; Frauenlob-Klasse; Bundesmarine

### Ad
Adam Kuckhoff
- Adam Kuckhoff; 1958–1968; Torpedoschnellboot; P-6-Klasse; Volksmarine
- Adam Kuckhoff; 1969–1985; Torpedoschnellboot; Shershen-Klasse; Volksmarine

Adeline Hugo Stinnes 3
- Adeline Hugo Stinnes 3; 1918; Flugzeugmutterschiff, Einzelschiff; Kaiserliche Marine

Adjutant
- Adjutant; 1941, Minenschiff, Einzelschiff, Kriegsmarine

Adler
- Adler; 1884–1889; Kanonenboot; Habicht-Klasse; Kaiserliche Marine
- Adler; 1959–1972; U-Jagd-Boot; SO-I-Klasse; Volksmarine

Admiral Deinhard
- Admiral Deinhard; 1940–1945; Torpedoboot/Hafenschutzboot; Laks-Klasse; Kriegsmarine

Admiral Graf Spee
→ Graf Spee
- Admiral Graf Spee; 1936–1939; Panzerschiff; Deutschland-Klasse; Kriegsmarine
- Graf Spee; 1959–1964; Schulfregatte; Brommy-Klasse; Bundesmarine

Admiral Hipper
→ Hipper
- Admiral Hipper; 1939–1945; Schwerer Kreuzer; Admiral-Hipper-Klasse; Kriegsmarine
- Hipper; 1959–1964; Schulfregatte; Brommy-Klasse; Bundesmarine

Admiral Scheer
→ Scheer
- Admiral Scheer; 1934–1945; Panzerschiff, Schwerer Kreuzer; Deutschland-Klasse; Reichsmarine, Kriegsmarine
- Scheer; 1959–1967; Schulfregatte; Brommy-Klasse; Bundesmarine

Adolf Bestelmeyer
- Adolf Bestelmeyer; 1959–1987; Erprobungsboot; YMS-Klasse; Bundesamt für Wehrtechnik und Beschaffung

Adolf Lüderitz
- Adolf Lüderitz; 1940–1946; Schnellbootbegleitschiff; Adolf-Lüderitz-Klasse; Kriegsmarine, Deutscher Minenräumdienst

Adolf Vinnen
- Adolf Vinnen; 1940; Wetterbeobachtungsschiff; Einzelschiff; Kriegsmarine

Adria
- Adria, um 1829, Korvette, Österreichische Kriegsmarine

### Ae
Ägir
- Ägir; 1896–1919; Küstenpanzerschiff; Siegfried-Klasse; Kaiserliche Marine

### Ah
Ahrensburg
- Ahrensburg; 1939–1945; Truppentransporter, Zielschiff; Einzelschiff; Kriegsmarine

Ahrenshoop
- Ahrenshoop; 1970–1990; Minensuchboot; Kondor-I-Klasse; Volksmarine

### Al
Albatros
→ Albatross
Albatross
- Albatross; 1871–1906; Kanonenboot; Albatross-Klasse; Kaiserliche Marine
- Albatross; 1908–1921; Minenkreuzer; Nautilus-Klasse; Kaiserliche Marine
- Albatros; 1927–1940; Torpedoboot; Raubvogel-Klasse; Reichsmarine, Kriegsmarine
- Albatros; 1959–1975; Schnellboot; Jaguar/Seeadler-Klasse; Bundesmarine
- Albatros; 1960–1972; U-Jagd-Boot; SO-I-Klasse; Volksmarine
- S 61 Albatros; 1976–2005; Schnellboot; Albatros-Klasse; Bundesmarine[A 2]

Albert Gast
- Albert Gast; 1965–1990; Raketenschnellboot; OSA-I-Klasse; Volksmarine

Albert Leo Schlageter
- Albert Leo Schlageter; 1938–1945; Segelschulschiff; Gorch-Fock-Klasse; Kriegsmarine

Albin Köbis
- Albin Köbis; 1962–1981; Raketenschnellboot; OSA-I-Klasse; Volksmarine
- Albin Köbis; 1984–1990; Flugkörperkorvette; Tarantul-I-Klasse; Volksmarine

Aldebaran
- Aldebaran; 1956–1963; Minenräumboot; R-Boot der Kriegsmarine; Bundesmarine

Alders
- Alders; 1943–1945; Räumbootbegleitschiff; Minensuchboot 1916; Kriegsmarine

Alexandrine
- Alexandrine; 1886–1907; Kreuzerkorvette; Alexandrine-Klasse; Kaiserliche Marine

Alfred Merz
- Alfred Merz; 1952–1960; Tonnenleger; Einzelschiff; Seehydrographischer Dienst der DDR

Algol
- Algol; 1956–1961; Minenräumboot; R-Boot der Kriegsmarine; Bundesmarine
- Algol; 1963–1971; Schnelles Minensuchboot; Schütze-Klasse; Bundesmarine

Alk
- Alk; 1960–1974; Schnellboot; Jaguar-Klasse; Bundesmarine
- S 55 Alk; 1975–2002; Schnellboot; Tiger-Klasse; Bundesmarine[A 2]

Alliance (NATO)
- Alliance; seit 1988; Forschungsschiff; Einzelschiff; NATO[A 3]

Alster
- Alster; 1961–1988; Aufklärungsschiff, Flottendienstboot; Oker-Klasse; Bundesmarine
- Alster; seit 1989; Aufklärungsschiff, Flottendienstboot; Oste-Klasse; Bundesmarine

Altenburg
- Altenburg; 1973–1990; Minensuchboot; Kondor-II-Klasse; Volksmarine

Altentreptow
- Altentreptow; 1969–1990; Minensuchboot; Kondor-I-Klasse; Volksmarine

Altmark
- Altmark; 1938–1940; Trossschiff; Dithmarschen-Klasse; Kriegsmarine
- Altmark; seit 1984; Schwimmender Stützpunkt, Wohnschiff; Ohre-Klasse; Volksmarine, Bundesmarine

### Am
Amazone
→ Liste von Schiffen mit dem Namen Amazone
- Amazone; 1843–1861; Segelkorvette; Einzelschiff; Preußische Marine
- Amazone; 1901–1945; Kleiner Kreuzer; Gazelle-Klasse; Kaiserliche Marine, Reichsmarine, Kriegsmarine
- Amazone; 1963–1992; Binnenminensuchboot; Ariadne-Klasse; Bundesmarine

Ammerland
- Ammerland; 1939–1945; U-Boot-Begleitschiff; Einzelschiff; Kriegsmarine

Ammersee
- Ammersee; seit 1967; Betriebstransporter; Walchensee-Klasse; Bundesmarine

Amrum
- Amrum; 1963–1994; Hafenschlepper; Sylt-Klasse; Bundesmarine

### An
Angelburg
- Angelburg; 1939–1945; Schnelltransporter, Ziel- und Beischiff; Einzelschiff; Kriegsmarine

Angeln
- Angeln; 1959–1971; Materialtransporter; Angeln-Klasse; Bundesmarine

Anklam
- Anklam; 1969–1976; Minensuchboot; Kondor-I-Klasse; Volksmarine
- Anklam; 1978–1990; Landungsschiff; Frosch-I-Klasse; Volksmarine

Answald
- Answald; 1915–1919; Flugzeugmutterschiff; Einzelschiff; Kaiserliche Marine

Anton Saefkow
- Anton Saefkow; 1960–1970; Torpedoschnellboot; P-6-Klasse; Volksmarine
- Anton Saefkow; 1970–1990; Torpedoschnellboot; Shershen-Klasse; Volksmarine

Anton Schmitt
- Z 22 Anton Schmitt; 1939–1940; Zerstörer; Zerstörer 1936; Kriegsmarine

### Ar
Arcona
→ Arkona
Ariadne
- Ariadne; 1873–1891; Kreuzerkorvette; Ariadne-Klasse; Kaiserliche Marine
- Ariadne; 1901–1914; Kleiner Kreuzer; Gazelle-Klasse; Kaiserliche Marine
- Ariadne; 1961–1991; Küstenwachboot, Binnenminensuchboot; Ariadne-Klasse; Bundesmarine

Arkona
- Arcona; 1859–1888; Gedeckte Korvette; Arcona-Klasse; Preußische Marine, Marine des Norddeutschen Bundes, Kaiserliche Marine
- Arcona; 1886–1902; Kreuzerkorvette; Alexandrine-Klasse; Kaiserliche Marine
- Arcona; 1903–1930; Kleiner Kreuzer; Gazelle-Klasse; Kaiserliche Marine, Reichsmarine
- Arkona; 1935–1941; Versuchsboot; Minensuchboot 1916; Kriegsmarine
- Arkona; 1954–1976; Seezeichenkontrollfahrzeug; Sperling-Klasse; Seehydrographischer Dienst der DDR
- Arkona; 1977–1990; Seezeichenkontrollboot; SKB-64-Klasse; Seehydrographischer Dienst der DDR

Arkturus
- Arkturus; 1956–1963; Minenräumboot; R-Boot der Kriegsmarine; Bundesmarine

Armin
- Armin; 1940–1945; Wohnschiff; ex norwegisch Fram

Arminius
- Arminius; 1865–1902; Panzerschiff; Einzelschiff; Preußische Marine, Marine des Norddeutschen Bundes, Kaiserliche Marine

Arnis
- Nr. 10 Arnis; 1848–1851; gedecktes Ruderkanonenboot; Einheitstyp; Schleswig-Holsteinische Marine

Artur Becker
- Artur Becker; 1957–1967; Torpedoschnellboot; P-6-Klasse; Volksmarine
- Artur Becker; 1968–1986; Torpedoschnellboot; Shershen-Klasse; Volksmarine

Arvid Harnack
- Arvid Harnack; 1960–1970; Torpedoschnellboot; P-6-Klasse; Volksmarine
- Arvid Harnack; 1971–1985; Torpedoschnellboot; Shershen-Klasse; Volksmarine

### At
Atair
- Atair; 1956–1960; Minenräumboot; R-Boot der Kriegsmarine; Bundesmarine
- Atair; 1961–1988; Schnelles Minensuchboot; Schütze-Klasse; Bundesmarine

Atlantis
- Atlantis, auch Handelsstörkreuzer 2 (HSK 2) und Schiff 21; 1939–1941; Hilfskreuzer; Einzelschiff; Kriegsmarine
- Atlantis; 1968–1995; Küstenwachboot, Binnenminensuchboot; Frauenlob-Klasse; Bundesmarine

### Au
Aue
- Aue; 1955–1968; Minenräumboot; Schwalbe-Klasse; Volkspolizei See, Volksmarine

Auerbach
- Auerbach in der Oberpfalz; seit 1991; Schnelles Minensuchboot, Hohlstablenkboot; Hameln-/Ensdorf-Klasse; Bundesmarine

Augsburg
- Augsburg; 1909–1918; Kleiner Kreuzer; Kolberg-Klasse; Kaiserliche Marine
- Augsburg; 1962–1988; Fregatte; Köln-Klasse; Bundesmarine
- Augsburg; seit 1989; Fregatte; Bremen-Klasse; Bundesmarine

Augusta
- Augusta; 1864–1885; Dampfkorvette; Augusta-Klasse; Preußische Marine, Marine des Norddeutschen Bundes, Kaiserliche Marine

August Lüttgens
- August Lüttgens; 1964–1990; Raketenschnellboot; OSA-I-Klasse; Volksmarine

## B

### Ba
Bad Bevensen
- Bad Bevensen; seit 1993; Minenjagdboot; Frankenthal-Klasse; Bundesmarine

Bad Doberan
- Bad Doberan; 1966–1981; U-Jagd-Boot; Hai-Klasse; Volksmarine
- Bad Doberan; 1982–1990; U-Jagd-Boot; Parchim-Klasse; Volksmarine

Bad Rappenau
- Bad Rappenau; seit 1993; Minenjagdboot; Frankenthal-Klasse; Bundesmarine

Baden
- Baden; 1883–1910; Panzerkorvette; Sachsen-Klasse; Kaiserliche Marine
- Baden; 1916–1919; Großlinienschiff; Bayern-Klasse; Kaiserliche Marine

Baden-Württemberg
- Baden-Württemberg; seit 2019; Fregatte; Baden-Württemberg-Klasse; Deutsche Marine

Balte
- Balte; 1940–1944; Torpedoboot/Hafenschutzboot; Laks-Klasse; Kriegsmarine

Baltrum
- Baltrum; seit 1968; Seeschlepper, Taucherschulboot; Wangerooge-Klasse; Bundesmarine

Bansin
- Bansin; 1970–1990; Minensuchboot; Kondor-I-Klasse; Volksmarine

Bant
- Bant; 1990–2003; Erprobungsboot; Stollergrund-Klasse; Bundesamt für Wehrtechnik und Beschaffung

Barbara
- Barbara; ≈1960–≈1970; Dienst- und Schulboot; Torpedofangboot (Kriegsmarine); Bundesmarine
- Barbara; 1964–1995; Hubinsel; Einzelschiff; Bundesmarine

Barbarossa
- Barbarossa; 1848–1880; Dampffregatte; Einzelschiff; Reichsflotte, Preußische Marine, Marine des Norddeutschen Bundes, Kaiserliche Marine
- Kaiser Barbarossa; 1901–1919; Linienschiff; Kaiser-Friedrich-Klasse; Kaiserliche Marine

Barbe
- Barbe; 1966–1991; Landungsboot; Barbe-Klasse; Bundesmarine

Basilisk
- Basilisk; 1863–1876; Dampfkanonenboot; Camaeleon-Klasse; Preußische Marine, Marine des Norddeutschen Bundes, Kaiserliche Marine
- Basilisk; 1880–1910; Panzerkanonenboot; Wespe-Klasse; Kaiserliche Marine

Baumholder
- Baumholder; seit 1994; Sicherungsboot; Todendorf-Klasse; Wehrbereichskommando Küste

Bayern
→ Liste von Schiffen mit dem Namen Bayern
- Bayern 1881–1910; Panzerkorvette; Sachsen-Klasse; Kaiserliche Marine
- Bayern; 1916–1919; Großlinienschiff; Bayern-Klasse; Kaiserliche Marine
- Bayern; 1965–1993; Zerstörer; Hamburg-Klasse; Bundesmarine
- Bayern; seit 1996; Fregatte; Brandenburg-Klasse; Deutsche Marine

### Be
Bengasi
- Bengasi; 1941–1942; Hilfs-Schnellbootbegleitschiff, Versorger; Einzelschiff, Kriegsmarine

Beowulf
- Beowulf; 1892–1919; Küstenpanzerschiff; Siegfried-Klasse; Kaiserliche Marine
- Beowulf; Zweiter Weltkrieg[A 5]; Hilfsminensuchboot, Vorpostenboot; Fischdampfer; Kriegsmarine

Bergen
- Bergen; 1955–1968; Minensuchboot; Habicht-Klasse; Volkspolizei See, Volksmarine
- Bergen; 1969–1981; Minensuchboot; Kondor-I-Klasse; Volksmarine
- Bergen; 1985–1990; U-Jagd-Boot; Parchim-Klasse; Volksmarine
- Bergen; 1994–2008; Sicherungsboot; Todendorf-Klasse; Wehrbereichskommando Küste

Berlin
→ Liste von Kriegsschiffen mit Namen Berlin
- Berlin; 1903–1945; Kleiner Kreuzer; Bremen-Klasse; Kaiserliche Marine, Reichsmarine, Kriegsmarine
- Berlin; 1914–1919; Hilfskreuzer; Einzelschiff; Kaiserliche Marine
- Berlin; 1957–1976; Minensuchboot; Krake-Klasse; Volksmarine
- Berlin – Hauptstadt der DDR; 1979–1990; Küstenschutzschiff; Projekt 1159; Volksmarine
- Berlin; seit 2001; Einsatzgruppenversorger; Berlin-Klasse; Deutsche Marine

Bernau
- Bernau; 1972–1991; Minensuchboot; Kondor-II-Klasse; Volksmarine, Bundesmarine

Bernd von Arnim
- Z 11 Bernd von Arnim; 1938–1940; Zerstörer; Zerstörer-1934-Klasse; Kriegsmarine

Bernhard Bästlein
- Bernhard Bästlein; 1957–1967; Torpedoschnellboot; P-6-Klasse; Volksmarine
- Bernhard Bästlein; 1968–1984; Torpedoschnellboot; Shershen-Klasse; Volksmarine

Bernhard von Tschirschky
- Bernhard von Tschirschky; 1937–1944; Flugsicherungsschiff; Krischan-Klasse; Luftwaffe der Wehrmacht

### Bi
Biene
- Biene; 1881–1910; Panzerkanonenboot; Wespe-Klasse; Kaiserliche Marine
- Biene; 1957–1963; Schulboot; Wespe-Klasse; Bundesmarine

Bismarck
- Bismarck; 1878–1891; Kreuzerfregatte; Bismarck-Klasse; Kaiserliche Marine
- Fürst Bismarck; 1902–1920; Großer Kreuzer; Einzelschiff; Kaiserliche Marine, Reichsmarine
- Bismarck; 1940–1941; Schlachtschiff; Bismarck-Klasse; Kriegsmarine

Bitterfeld
- Bitterfeld; 1972–1991; Minensuchboot; Kondor-II-Klasse; Volksmarine, Bundesmarine

### Bl
Black Prince
- Black Prince; 1940–1941; Wohnschiff; Luftwaffe, Kriegsmarine

Black Watch
- Black Watch; 1940–1945; Wohnschiff, Depotschiff; Kriegsmarine

Blauort
- Blauort; 1960–1977; Hafenschlepper; Klasse 729; Bundesmarine

Blitz
- Blitz; 1863–1876; Dampfkanonenboot; Camaeleon-Klasse; Preußische Marine, Marine des Norddeutschen Bundes, Kaiserliche Marine
- Blitz; 1883–1919; Aviso; Blitz-Klasse; Kaiserliche Marine
- Blitz; 1952–1953; Seezeichenschiff; Einzelschiff; Seehydrographischer Dienst der DDR

Blücher
→ Liste von Schiffen mit dem Namen Blücher
- Blücher; 1878–1907; Kreuzerfregatte; Bismarck-Klasse; Kaiserliche Marine
- Blücher; 1909–1915; Großer Kreuzer; Einzelschiff; Kaiserliche Marine
- Blücher; 1939–1940; Schwerer Kreuzer; Admiral-Hipper-Klasse; Kriegsmarine

### Bo
Bochum
- Bochum; 1961–1972; Minenleger; Bottrop-Klasse; Bundesmarine

Bodensee
- Bodensee; 1959–1969; Betriebsstofftransporter; Klasse 763; Bundesmarine

Boelke
- Boelke; 1942–1945; Flugsicherungsschiff; K-V-Klasse; Luftwaffe der Wehrmacht

Börde
- Börde; 1984–199x; Schwimmender Stützpunkt, Wohnschiff; Ohre-Klasse; Volksmarine, Bundesmarine

Boltenhagen
- Boltenhagen; 1970–1990; Minensuchboot; Kondor-I-Klasse; Volksmarine

Bonin
- Bonin; 1848–1851; bewaffneter Raddampfer; Einzelschiff; Schleswig-Holsteinische Marine

Bonn
- Bonn; seit 2013; Einsatzgruppenversorger; Berlin-Klasse; Deutsche Marine

Borkum
- Borkum; 1936–1945; 1959–1969; Hafenbetriebsboot; Klasse 763; Kriegsmarine, Bundesmarine

Borna
- Borna; 1956–1971; Minenräumboot; Schwalbe-Klasse; Volkspolizei See, Volksmarine

Bottrop
- Bottrop; 1961–1972; Minenleger; Bottrop-Klasse; Bundesmarine

Bottsand
- Bottsand; seit 1984; Ölauffangschiff; Bottsand-Klasse; Bundesmarine

### Br
Brandenburg
- Brandenburg; 1893–1919; Linienschiff; Brandenburg-Klasse; Kaiserliche Marine
- Brandenburg; 1943; Minenschiff; Einzelschiff; Kriegsmarine
- Brandenburg; 1957–1973; Minenräumboot; Schwalbe-Klasse; Volksmarine
- Brandenburg; seit 1994; Fregatte; Brandenburg-Klasse; Deutsche Marine

Brandtaucher
- Brandtaucher; 1851; U-Boot; Einzelschiff; Schleswig-Holsteinische Marine

Brasse
- Brasse; 1965–1992; Landungsboot; Barbe-Klasse; Bundesmarine

Braunschweig
- Braunschweig; 1904–1931; Linienschiff; Braunschweig-Klasse; Kaiserliche Marine, Reichsmarine
- Braunschweig; 1964–1989; Fregatte; Köln-Klasse; Bundesmarine
- Braunschweig; seit 2008; Korvette; Braunschweig-Klasse; Deutsche Marine

Breitgrund
- Breitgrund; seit 1990; Erprobungsboot; Stollergrund-Klasse; Bundesamt für Wehrtechnik und Beschaffung

Breitling
- Breitling; 1968–1986; Seezeichenkontrollboot; SKB-64-Klasse; Seehydrographischer Dienst der DDR

Bremen
- Bremen; 1848–1852; Radkorvette; Einzelschiff; Reichsflotte
- Bremen; 1904–1915; Kleiner Kreuzer; Bremen-Klasse; Kaiserliche Marine
- Bremen; 1982–2014; Fregatte; Bremen-Klasse; Bundesmarine

Bremse
- Bremse; 1884–1903; Panzerkanonenboot; Brummer-Klasse; Kaiserliche Marine
- Bremse; 1916–1919; Kleiner Kreuzer; Brummer-Klasse; Kaiserliche Marine
- Bremse; 1932–1941; Artillerieschulschiff; Einzelschiff; Reichsmarine, Kriegsmarine
- Bremse; 1957–1963; Schulboot; Wespe-Klasse; Bundesmarine

Breslau
- Breslau; 1912–1914; Kleiner Kreuzer; Magdeburg-Klasse; Kaiserliche Marine

Brommy
- Brommy; 1937–1944; Räumbootbegleitschiff; Minensuchboot 1915; Kriegsmarine
- Brommy; 1959–1965; Schulfregatte; Brommy-Klasse; Bundesmarine

Brummer
- Brummer; 1884–1907; Panzerkanonenboot; Brummer-Klasse; Kaiserliche Marine
- Brummer; 1916–1919; Kleiner Kreuzer; Brummer-Klasse; Kaiserliche Marine
- Brummer; 1936–1940; Artillerieschulschiff; Einzelschiff; Kriegsmarine
- Brummer; 1940–1945; Minenschiff; Einzelschiff; Kriegsmarine
- Brummer; 1957–1963; Schulboot; Wespe-Klasse; Bundesmarine

Bruno Heinemann
- Z 8 Bruno Heinemann; 1938–1943; Zerstörer; Zerstörer-1934-Klasse; Kriegsmarine

Bruno Kühn
- Bruno Kühn; 1960–1970; Torpedoschnellboot; P-6-Klasse; Volksmarine
- Bruno Kühn; 1971–1990; Torpedoschnellboot; Shershen-Klasse; Volksmarine

### Bu
Buea
- Buea; 1944–1945; Schnellbootbegleitschiff; Einzelschiff; Kriegsmarine

Bützow
- Bützow; 1966–1981; U-Jagd-Boot; Hai-Klasse; Volksmarine
- Bützow; 1981–1990; U-Jagd-Boot; Parchim-Klasse; Volksmarine

Buk
- Buk; 1953–1969; Schlepper; Einzelschiff; Seehydrographischer Dienst der DDR

Bukarest
- Bukarest; 1940–1945; Luftparkschiff; Einzelschiff; Luftwaffe der Wehrmacht

Burg
- Burg; 1956–1971; Minenräumboot; Schwalbe-Klasse; Volkspolizei See, Volksmarine

Bussard
- Bussard; 1890–1912; Kleiner Kreuzer; Bussard-Klasse; Kaiserliche Marine
- Bussard; 1942–1945; Schleuderschiff; Bussard-Klasse; Luftwaffe der Wehrmacht
- Bussard; 1959–1975; Schnellboot; Jaguar-/Seeadler-Klasse; Bundesmarine
- Bussard; 1959–1971; U-Jagd-Boot; SO-I-Klasse; Volksmarine
- S 64 Bussard; 1976–2005; Schnellboot; Albatros-Klasse; Bundesmarine[A 2]

Butt
- Butt; 1965–1992; Landungsboot; Barbe-Klasse; Bundesmarine

## C

### Ca
Calbe
- Calbe; 1956–1971; Minenräumboot; Schwalbe-Klasse; Volkspolizei See, Volksmarine

Camaeleon
- Camaeleon; 1861–1872; Dampfkanonenboot; Camaeleon-Klasse; Preußische Marine, Marine des Norddeutschen Bundes, Kaiserliche Marine
- Camaeleon; 1880–1909; Panzerkanonenboot; Wespe-Klasse; Kaiserliche Marine

Cap Trafalgar
- Cap Trafalgar; 1914; Hilfskreuzer; Einzelschiff; Kaiserliche Marine

Capella
- Capella; 1956–1959; Minenräumboot; R-Boot der Kriegsmarine; Bundesmarine
- Capella; 1960–1974; Schnelles Minensuchboot; Schütze-Klasse; Bundesmarine

Carl Peters
- Carl Peters; 1940–1945; Schnellbootbegleitschiff; Adolf-Lüderitz-Klasse; Kriegsmarine

Carl F. Gauss
→ Karl F. Gauss
Carmen
- Carmen; ca. 1887–1919; Stationsyacht oder Torpedoboot; Kaiserliche Marine[A 7]

Carola
- Carola; 1881–1905; Kreuzerkorvette; Carola-Klasse; Kaiserliche Marine

Carolina
- Carolina, um 1829, Korvette, Österreichische Kriegsmarine

Castor
- Castor; 1956–1962; Minenräumboot; R-Boot der Kriegsmarine; Bundesmarine
- Castor; 1962–1990; Schnelles Minensuchboot; Schütze-Klasse; Bundesmarine

### Ch
Chamäleon
→ Camaeleon
Charlotte
- Charlotte; 1886–1914; Kreuzerfregatte, Schulschiff; Einzelschiff; Kaiserliche Marine

### Cl
Claus von Bevern
- Claus von Bevern; 1929–1945; Versuchsschiff; Großes Torpedoboot 1906; Reichsmarine, Kriegsmarine

### Co
Cobra
- Cobra; 1939–1942; Minenschiff; Einzelschiff; Kriegsmarine

Coburg
- Coburg; 1968–1991; Versorgungsschiff; Lüneburg-Klasse; Bundesmarine

Cöln
→ Köln
- Cöln; 1911–1914; Kleiner Kreuzer; Kolberg-Klasse; Kaiserliche Marine
- Cöln; 1918–1919; Kleiner Kreuzer; Cöln-Klasse; Kaiserliche Marine
- Köln; 1930–1945; Leichter Kreuzer; Königsberg-Klasse; Reichsmarine, Kriegsmarine
- Köln; 1961–1982; Fregatte; Köln-Klasse; Bundesmarine
- Köln; 1984–2012; Fregatte Bremen-Klasse; Bundesmarine

Colberg
→Kolberg
Comet
→ Komet
- Comet; 1861–1881; Dampfkanonenboot; Camaeleon-Klasse; Preußische Marine, Marine des Norddeutschen Bundes, Kaiserliche Marine
- Comet; 1893–1911; Aviso; Meteor-Klasse; Kaiserliche Marine
- Komet auch Handelsstörkreuzer 7 (HSK 7) und Schiff 45; 1940–1942; Hilfskreuzer; Einzelschiff; Kriegsmarine

Condor
→ Kondor
- Condor; 1892–1920; Kleiner Kreuzer, Kanonenboot; Bussard-Klasse; Kaiserliche Marine, Reichsmarine
- Kondor; 1927–1942; Torpedoboot; Raubvogel-Klasse; Reichsmarine, Kriegsmarine
- Kondor; 1959–1976; Schnellboot; Jaguar/Seeadler-Klasse; Bundesmarine
- S 67 Kondor; 1976–2004; Schnellboot; Albatros-Klasse; Bundesmarine[A 2]

Cormoran
→ Kormoran
- Cormoran; 1892–1914; Kleiner Kreuzer, Kanonenboot; Bussard-Klasse; Kaiserliche Marine
- Cormoran; 1914–1917; Hilfskreuzer, Einzelschiff, Kaiserliche Marine
- Kormoran auch Handelsstörkreuzer 8 (HSK 8) und Schiff 41; 1940–1941; Hilfskreuzer; Einzelschiff; Kriegsmarine
- S 70 Kormoran; 1977–2005; Schnellboot; Albatros-Klasse; Bundesmarine[A 2]

Coronel
- Coronel auch Handelsstörkreuzer 10 (HSK 10) und Schiff 14; 1940–1943; Hilfskreuzer; Einzelschiff; Kriegsmarine

Cottbus
- Cottbus; 1954–1965; Minensuchboot; Habicht-Klasse; Volkspolizei See, Volksmarine
- Cottbus; 1978–1990; Landungsschiff; Frosch-I-Klasse; Volksmarine

### Cr
Crocodill
→ Krokodil
- Crocodill; 1860–1867; Dampfkanonenboot; Jäger-Klasse; Preußische Marine
- Crocodill; 1880–1911; Panzerkanonenboot; Wespe-Klasse; Kaiserliche Marine
- Krokodil; 1958–1972; Landungsschiff; Eidechse-Klasse; Bundesmarine

### Cu
Cuxhaven
- Cuxhaven; 1870–1871; Hilfsschiff; Einzelschiff; Marine des Norddeutschen Bundes
- Cuxhaven; 1959–2000; Küstenminensuchboot, Minenjagdboot; Lindau-Klasse; Bundesmarine

### Cy
Cyclop
- Cyclop; 1864–1872; Dampfkanonenboot; Camaeleon-Klasse; Preußische Marine, Marine des Norddeutschen Bundes, Kaiserliche Marine
- Cyclop; 1875–1888; Kanonenboot; Einzelschiff; Kaiserliche Marine
- Cyclop: 1918–1919; Dockschiff für U-Boote; Einzelschiff; Kaiserliche Marine

## D

### Da
Dachs
- Dachs; 1962–1983; Schnellboot; Zobel-Klasse; Bundesmarine
- S 77 Dachs; 1984–2012; Schnellboot; Gepard-Klasse; Bundesmarine[A 2]

Dänholm
- Dänholm; 1953–1957; Seezeichenschiff; Einzelschiff; Seehydrographischer Dienst der DDR

Danzig
- Danzig; 1825–1829?; kleines Kanonenboot; schwedischer Typ; Preußische Marine
- Danzig; 1853–1862; Radkorvette; Einzelschiff; Preußische Marine
- Danzig; 1905–1914; Kleiner Kreuzer; Bremen-Klasse; Kaiserliche Marine
- Hansestadt Danzig; 1939–1941; Minenschiff; Einzelschiff; Kriegsmarine

Darss
- Darss; 1983–1990; Versorger; Darss-Klasse; Volksmarine, Deutsche Marine

Darsser Ort
- Darsser Ort; 1954–1976; Seezeichenkontrollfahrzeug; Sperling-Klasse; Seehydrographischer Dienst der DDR
- Darsser Ort; 1977–1990; Seezeichenkontrollboot; SKB-64-Klasse; Seehydrographischer Dienst der DDR

Datteln
- Datteln; seit 1994; Minenjagdboot; Frankenthal-Klasse; Bundesmarine

### De
Delphin
- Delphin 1864–1881; Dampfkanonenboot; Camaeleon-Klasse; Preußische Marine, Marine des Norddeutschen Bundes, Kaiserliche Marine
- Delphin; 1906–1925; Artillerietender und -schulboot; Kaiserliche Marine, Reichsmarine
- Delphin; 1928–1940; Artillerietender; Minensuchboot 1916; Reichsmarine, Kriegsmarine
- Delphin; 1966–1991; Landungsboot; Barbe-Klasse; Bundesmarine

Demmin
- Demmin; 1969–1990; Minensuchboot; Kondor-I-Klasse; Volksmarine

Deneb
- Deneb; 1956–1961; Minenräumboot; R-Boot der Kriegsmarine; Bundesmarine
- Deneb; 1961–1989; Schnelles Minensuchboot; Schütze-Klasse; Bundesmarine

Der Königliche Ernst August
- Der Königliche Ernst August; 1848–1852; Radkorvette; Einzelschiff; Reichsflotte

Derfflinger
- Derfflinger; 1914–1919; Großer Kreuzer; Derfflinger-Klasse; Kaiserliche Marine

Dessau
- Dessau; 1972–1990; Minensuchboot; Kondor-II-Klasse; Volksmarine

Detmold
- Detmold; 1960–1963; Küstenminensuchboot; Vegesack-Klasse; Bundesmarine

Deutschland
- Deutschland; 1848–1852; Segelfregatte; Einzelschiff; Reichsflotte
- Deutschland; 1874–1904; Kaiser-Klasse; Kaiserliche Marine
- Deutschland; 1906–1920; Linienschiff; Deutschland-Klasse; Kaiserliche Marine, Reichsmarine
- Deutschland; 1933–1939; Panzerschiff; Deutschland-Klasse; Reichsmarine, Kriegsmarine
- Deutschland; 1963–1990; Schulschiff; Einzelschiff; Bundesmarine

### Di
Diana
- Diana; 1967–1995; Küstenwachboot, Binnenminensuchboot; Frauenlob-Klasse; Bundesmarine

Diether von Roeder (Z 17)
- Z 17 Diether von Roeder; 1938–1940; Zerstörer; Zerstörer 1936; Kriegsmarine

Dillingen
- Dillingen; seit 1994; Minenjagdboot; Frankenthal-Klasse; Bundesmarine

Dithmarschen
- Dithmarschen; 1938–1945; Trossschiff; Dithmarschen-Klasse; Kriegsmarine
- Dithmarschen; 1959–1975; Materialtransporter; Angeln-Klasse; Bundesmarine

### Do
Doggerbank
- Doggerbank (auch Schiff 53); 1942–1943; Minenschiff; Einzelschiff; Kriegsmarine

Dommel
- Dommel; 1961–1974; Schnellboot; Jaguar-Klasse; Bundesmarine
- S-56 Dommel; 1975–2002; Schnellboot; Tiger-Klasse; Bundesmarine[A 2]

Donau
- Donau; 1964–1994; Tender; Rhein-Klasse; Bundesmarine
- Donau; seit 1994; Tender; Elbe-Klasse; Bundesmarine

Dornbusch
- Dornbusch; 1953–1956; Tonnenleger; Einzelschiff; Seehydrographischer Dienst der DDR

Dorpat
- Dorpat; 1940–1945; Versuchsschiff; Einzelschiff; Kriegsmarine

Dorsch
- Dorsch; 1966–1991; Landungsboot; Barbe-Klasse; Bundesmarine

### Dr
Drache
- Drache; 1869–1887; Dampfkanonenboot; Camaeleon-Klasse; Marine des Norddeutschen Bundes, Kaiserliche Marine
- Drache; 1908–1945; Artillerietender und -schulschiff; Einzelschiff; Kaiserliche Marine, Reichsmarine, Kriegsmarine
- Drache; 1941–1943; Minenschiff; Einzelschiff; Kriegsmarine[A 8]

Dresden
- Dresden, 1908–1915; Kleiner Kreuzer; Dresden-Klasse; Kaiserliche Marine
- Dresden, 1918–1919; Kleiner Kreuzer; Cöln-Klasse; Kaiserliche Marine
- Dresden; 1957–1973; Minensuchboot; Krake-Klasse; Volksmarine

### Du
Düren
- Düren; 1959–2000; Küstenminensuchboot, Hohlstablenkboot; Lindau-Klasse; Bundesmarine

### Dw
Dwarsläufer
- Dwarsläufer; 1943–1944; Minenschiff; italienische Sesia-Klasse; Kriegsmarine

## E

### Eb
Eber
- Eber; 1887–1889; Kanonenboot; Einzelschiff; Kaiserliche Marine
- Eber; 1903–1917; Kanonenboot; Iltis-Klasse; Kaiserliche Marine

Eberswalde
- Eberswalde; 1964–1976; Landungsboot; Robbe-Klasse; Volksmarine
- Eberswalde/Finow; 1979–1990; Landungsschiff; Frosch-I-Klasse; Volksmarine

### Ec
Eckernförde
- Eckernförde; 1849–1852; Segelfregatte; Einzelschiff; Reichsflotte

### Ei
Eidechse
- Eidechse; 1958–1973; Landungsschiff; Eidechse-Klasse; Bundesmarine

Eider
- Eider; 1848–1851; bewaffneter Zoll- und Bugsierdampfer; Einzelschiff; Schleswig-Holsteinische Marine
- Eider; 1951–1978; Schul- und Begeltschiff, später Minenwurf- und Lichtboot; Eider-Klasse; Seegrenzschutz, Bundesmarine

Eifel
- Eifel; 1963–1992; Betriebsstofftransporter; Klasse 766; Bundesmarine

Eilenburg
- Eilenburg; 1972–1991; Minensuchboot; Kondor-II-Klasse; Volksmarine, Bundesmarine

Eisbär
- Eisbär; 1961–1997; Schlepper und Eisbrecher; Eisvogel-Klasse; Bundesmarine

Eisenach
- Eisenach; 1955–1970; Minenräumboot; Schwalbe-Klasse; Volkspolizei See, Volksmarine

Eisenhüttenstadt
- Eisenhüttenstadt; 1964–1978; Landungsboot; Robbe-Klasse; Volksmarine
- Eisenhüttenstadt; 1977–1990; Landungsschiff; Frosch-I-Klasse; Volksmarine

Eisleben
- Eisleben; 1956–1968; Minenräumboot; Schwalbe-Klasse; Volkspolizei See, Volksmarine
- Eisleben; 1973–1991; Minensuchboot; Kondor-II-Klasse; Volksmarine, Bundesmarine

Eismöwe
- Eismöwe; 1955–1967; Schnellboot; Silbermöwe-Klasse; Seegrenzschutz, Bundesmarine

Eisvogel
- Eisvogel; 1961–2006; Schlepper und Eisbrecher; Eisvogel-Klasse; Bundesmarine

### El
Elbe
- Elbe; 1848–1851; Schoner; Einzelschiff; Schleswig-Holsteinische Marine
- Elbe; 1931–1945; Fischereischutzboot, Räumbootbegleitschiff; Reichsmarine, Kriegsmarine, Deutscher Minenräumdienst
- Elbe; 1962–1992; Tender; Rhein-Klasse; Bundesmarine
- Elbe; seit 1993; Tender; Elbe-Klasse; Bundesmarine

Elbing
- Elbing; 1915–1916; Kleiner Kreuzer; Pillau-Klasse; Kaiserliche Marine

Elisabeth
- Elisabeth; 1869–1887; Gedeckte Korvette; Arcona-Klasse; Marine des Norddeutschen Bundes; Kaiserliche Marine

Ellerbek
- Ellerbek; 1963–2004; Hafenschlepper; Neuende-Klasse; Bundesmarine

Elmshorn
- Nr. 2 Elmshorn; 1848–1851; gedecktes Ruderkanonenboot; Einheitstyp; Schleswig-Holsteinische Marine

Elsaß
- Elsaß; 1904–1931; Linienschiff; Braunschweig-Klasse; Kaiserliche Marine; Reichsmarine
- Elsaß; 1942–1945; Minenschiff; Einzelschiff; Kriegsmarine

Elster
- Elster; 1959–1972; U-Jagd-Boot; SO-I-Klasse; Volksmarine
- Elster; 1960–1974; Schnellboot; Jaguar-Klasse; Bundesmarine
- S-54 Elster; 1974–1997; Schnellboot; Tiger-Klasse; Bundesmarine[A 2]

### Em
Emden
- Emden; 1909–1914; Kleiner Kreuzer; Dresden-Klasse; Kaiserliche Marine
- Emden; 1917–1919; Kleiner Kreuzer; Königsberg-Klasse; Kaiserliche Marine
- Emden; 1925–1945; Leichter Kreuzer; Einzelschiff; Reichsmarine, Kriegsmarine
- Emden; 1961–1983; Fregatte; Köln-Klasse; Bundesmarine
- Emden; 1983–2013; Fregatte; Bremen-Klasse; Bundesmarine

Ems
- Ems; 1964–1978; Taucherschulboot; Klasse 754; Bundesmarine

Emsland
- Emsland; 1961–1977; Depottanker; Klasse 780; Bundesmarine

### En
Enrichetta
- Enrichetta, um 1829, Schoner, Österreichische Kriegsmarine

Ensdorf
- Ensdorf; seit 1990; Schnelles Minensuchboot, Hohlstablenkboot; Hameln-/Ensdorf-Klasse; Bundesmarine

### Er
Erfurt
- Erfurt; 1958–1972; Minensuchboot; Krake-Klasse; Volksmarine
- Erfurt; seit 2013; Korvette; Braunschweig-Klasse; Deutsche Marine

Erich Giese
- Z 12 Erich Giese; 1939–1940; Zerstörer; Zerstörer-1934-Klasse; Kriegsmarine

Erich Koelner
- Z 13 Erich Koelner; 1939–1940; Zerstörer; Zerstörer-1934-Klasse; Kriegsmarine

Erich Kuttner
- Erich Kuttner; 1960–1969; Torpedoschnellboot; P-6-Klasse; Volksmarine

Erich Steinbrinck (Z 15)
- Z 15 Erich Steinbrinck; 1938–1945; Zerstörer; Zerstörer-1934-Klasse; Kriegsmarine

Ermland
- Ermland; 1940–1944; Trossschiff; Dithmarschen-Klasse; Kriegsmarine

Ernst August
- Der Königliche Ernst August; 1848–1852; Radkorvette; Frankfurt-Klasse; Reichsflotte

Ernst Grube
- Ernst Grube; 1970–1990; Torpedoschnellboot; Shershen-Klasse; Volksmarine

Ernst Schneller
- Ernst Schneller; 1960–1969; Torpedoschnellboot; P-6-Klasse; Volksmarine
- Ernst Schneller; 1970–1990; Torpedoschnellboot; Shershen-Klasse; Volksmarine

Ernst Thälmann
- Ernst Thälmann; 1956–1978; Küstenschutzschiff; Riga-Klasse; Volksmarine

Erwin Waßner
- Erwin Waßner; 1939–1944; U-Boot-Begleitschiff; Einzelschiff; Kriegsmarine

Erzherzog Johann
- Erzherzog Johann; 1849–1853; Schulschiff; Einzelschiff; Reichsflotte

### Es
Esper Ort
- Esper Ort; 1968–1990; Seezeichenkontrollboot; SKB-64-Klasse; Seehydrographischer Dienst der DDR

### Et
Etkar André
- Etkar André; 1957–1968; Torpedoschnellboot; P-6-Klasse; Volksmarine
- Etkar André; 1969–1984; Torpedoschnellboot; Shershen-Klasse; Volksmarine

### Eu
Eutin
- Eutin; 1955–1972; Hafenbetriebsboot; Klasse 763; Seegrenzschutz, Bundesmarine

### Ev
- Eversand; seit 1988; Ölauffangschiff; Bottsand-Klasse; Bundesmarine

## F

### Fa
Falke
- Falke; 1865–nach 1875; Aviso; Einzelschiff; Preußische Marine; Marine des Norddeutschen Bundes; Kaiserliche Marine
- Falke; 1891–1912; Kleiner Kreuzer; Bussard-Klasse; Kaiserliche Marine
- Falke; 1927–1944; Torpedoboot; Raubvogel-Klasse; Reichsmarine, Kriegsmarine
- Falke; 1942–1945; Schleuderschiff; Bussard-Klasse; Luftwaffe der Wehrmacht
- Falke; 1951–1956; Schulboot; Typ Flugsicherungsboot der Luftwaffe; Seegrenzschutz
- Falke; 1959–1975; Schnellboot; Jaguar/Seeadler-Klasse; Bundesmarine
- S62 Falke; 1976–2004; Schnellboot; Albatros-Klasse; Bundesmarine[A 2]

Fasana
- Fasana; 1944–1945; Minenschiff; italienische Fasana-Klasse; Kriegsmarine

### Fe
Fehmarn
- Fehmarn; seit 1967; Hochseeschlepper; Helgoland-Klasse; Bundesmarine

Felchen
- Felchen; 1966–1991; Landungsboot; Barbe-Klasse; Bundesmarine

### Fi
Fische
- Fische; 1960–1989; Schnelles Minensuchboot; Schütze-Klasse; Bundesmarine

### Fl
Flensburg
- Flensburg; 1959–1991; Küstenminensuchboot, Minenjagdboot; Lindau-Klasse; Bundesmarine

Flink
- Flink; 1883–1891; Torpedoboot; Schütze-Klasse; Kaiserliche Marine

Flunder
- Flunder; 1966–2001; Landungsboot; Barbe-Klasse; Bundesmarine

### Fo
Föhr
- Föhr; 1962–1994; Hafenschlepper; Sylt-Klasse; Bundesmarine

Förde
- Förde; 1967–1992; Tankreinigungsschiff; Förde-Klasse; Bundesamt für Wehrtechnik und Beschaffung

Forelle
- Forelle; 1966–1991; Landungsboot; Barbe-Klasse; Bundesmarine

Forst
- Forst; 1955–1971; Minenräumboot; Schwalbe-Klasse; Volkspolizei See, Volksmarine

### Fr
Franken
- Franken; 1940–1945; Trossschiff; Dithmarschen-Klasse; Kriegsmarine
- Frankenland; 1959–1977; Depottanker; Klasse 780; Bundesmarine

Frankenthal
- Frankenthal; 1992–2006; Minenjagdboot; Frankenthal-Klasse; Bundesmarine

Frankfurt
- Frankfurt; 1848–1852; Radkorvette; Frankfurt-Klasse; Reichsflotte
- Frankfurt; 1915–1919; Kleiner Kreuzer; Wiesbaden-Klasse; Kaiserliche Marine
- Frankfurt/Oder; 1955–1970; Minensuchboot; Habicht-Klasse; Volkspolizei See, Volksmarine
- Frankfurt/Oder; 1977–1990; Landungsschiff; Frosch-I-Klasse; Volksmarine
- Frankfurt am Main; seit 2002; Einsatzgruppenversorger; Berlin-Klasse; Deutsche Marine

Frauenlob
→ Liste von Schiffen mit dem Namen Frauenlob
- Frauenlob; 1853–1860; Schoner; Frauenlob-Klasse; Preußische Marine
- Frauenlob; 1903–1916; Kleiner Kreuzer; Gazelle-Klasse; Kaiserliche Marine
- Frauenlob; 1928–1939; Tender; Minensuchboot 1916; Reichsmarine, Kriegsmarine
- Frauenlob; 1966–2002; Küstenwachboot, Binnenminensuchboot; Frauenlob-Klasse; Bundesmarine

Frauenverein
- Nr. 11 Frauenverein; 1848–1851; gedecktes Ruderkanonenboot; Einheitstyp; Schleswig-Holsteinische Marine

Freesendorf
- Freesendorf; 1953–1957; Tonnenleger; Einzelschiff; Seehydrographischer Dienst der DDR
- Freesendorf; 1962–1976; Tonnenleger; Einzelschiff; Seehydrographischer Dienst der DDR

Freiberg
- Freiberg; 1955–1965; Minenräumboot; Schwalbe-Klasse; Volkspolizei See, Volksmarine

Freiburg
- Freiburg; 1968–2001; Versorgungsschiff; Lüneburg-Klasse; Bundesmarine

Frettchen
- Frettchen; 1963–1983; Schnellboot; Zobel-Klasse; Bundesmarine
- S 76 Frettchen; seit 1983; Schnellboot; Gepard-Klasse; Bundesmarine[A 2]

Freundschaft
- Freundschaft; 1950–1959; Minenräumboot, Schulboot, Tonnenleger; Einzelschiff; Seepolizei, Volkspolizei See, Volksmarine

Freya
- Freya; 1876–1896; Kreuzerkorvette; Einzelschiff; Kaiserliche Marine
- Freya; 1900–1920; Großer Kreuzer; Victoria-Louise-Klasse; Kaiserliche Marine, Reichsmarine
- Freya; 1962–1992; Küstenwachboot, Binnenminensuchboot; Ariadne-Klasse; Bundesmarine

Freyr
- Freyr; Zweiter Weltkrieg[A 5]; Hilfsminensuchboot, Vorpostenboot; Fischdampfer; Kriegsmarine

Friedrich Carl
- Friedrich Carl; 1867–1902; Panzerfregatte, Torpedoversuchsschiff; Einzelschiff; Marine des Norddeutschen Bundes, Kaiserliche Marine
- Friedrich Carl; 1903–1914; Großer Kreuzer; Prinz-Adalbert-Klasse; Kaiserliche Marine

Friedrich der Große
- Friedrich der Große; 1876–1906; Panzerschiff; Preußen-Klasse; Kaiserliche Marine
- Friedrich der Große; 1912–1919; Großlinienschiff; Kaiser-Klasse; Kaiserliche Marine

Friedrich Eckoldt
- Z 16 Friedrich Eckoldt; 1938–1942; Zerstörer; Zerstörer-1934-Klasse; Kriegsmarine

Friedrich Engels
- Friedrich Engels; 1959–1969; Küstenschutzschiff; Riga-Klasse; Volksmarine

Friedrich Ihn
- Z 14 Friedrich Ihn; 1938–1945; Zerstörer; Zerstörer Typ 1934A; Kriegsmarine

Friedrich Schürer
- Friedrich Schürer; 1966; U-Boot; Klasse 202; Bundesmarine

Friesenland
- Friesenland; 1939–1945; Schleuderschiff; Einzelschiff; Luftwaffe der Wehrmacht

Frithjof
- Frithjof; 1893–1919; Küstenpanzerschiff; Siegfried-Klasse; Kaiserliche Marine
- Frithjof; Zweiter Weltkrieg[A 5]; Hilfsminensuchboot, Vorpostenboot; Fischdampfer; Kriegsmarine

### Fu
Fuchs
- Fuchs; 1860–1882; Dampfkanonenboot; Jäger-Klasse; Preußische Marine, Marine des Norddeutschen Bundes, Kaiserliche Marine
- Fuchs; 1906–1928; Tender, Schulboot; Einzelschiff; Kaiserliche Marine, Reichsmarine
- Fuchs; 1928–1940; Tender, Schulboot; Minensuchboot 1916; Reichsmarine, Kriegsmarine
- Fuchs; 1959–1973; Schnellboot; Jaguar-Klasse; Bundesmarine
- S 46 Fuchs; 1973–2002; Schnellboot; Tiger-Klasse; Bundesmarine[A 2]

Fürst Bismarck
→ Bismarck
- Fürst Bismarck; 1900–1919; Großer Kreuzer; Einzelschiff; Kaiserliche Marine

Fulda
- Fulda; 1960–1992; Küstenminensuchboot, Minenjagdboot; Lindau-Klasse; Bundesmarine
- Fulda; seit 1998; Minenjagdboot; Frankenthal-Klasse; Bundesmarine

## G

### Ga
Gaarden
- Gaarden; 1943–1945; Versorgungsschiff; Einzelschiff; Kriegsmarine

Gadebusch
- Gadebusch; 1984–1991; U-Jagd-Boot; Parchim-Klasse; Volksmarine, Bundesmarine

Gauss
→ Karl F. Gauss
Gazelle
- Gazelle; 1862–1884; Gedeckte Korvette; Arcona-Klasse; Preußische Marine, Marine des Norddeutschen Bundes, Kaiserliche Marine
- Gazelle; 1899–1915; Kleiner Kreuzer; Gazelle-Klasse; Kaiserliche Marine
- Gazelle; ?–1940; Flottentender; Minensuchboot 1916; Kriegsmarine
- Gazelle; 1963–1992; Küstenwachboot, Binnenminensuchboot; Ariadne-Klasse; Bundesmarine

### Ge
Gefion
- Gefion; 1852–1880; Segelfregatte; Einzelschiff; Preußische Marine, Marine des Norddeutschen Bundes, Kaiserliche Marine
- Gefion; 1894–1919; Kreuzerkorvette, Kleiner Kreuzer; Einzelschiff; Kaiserliche Marine
- Gefion; 1967–2002; Küstenwachboot, Binnenminensuchboot; Frauenlob-Klasse; Bundesmarine

Geier
- Geier; 1895–1917; Kleiner Kreuzer; Bussard-Klasse; Kaiserliche Marine
- Geier; 1959–1975; Schnellboot; Jaguar-/Seeadler-Klasse; Bundesmarine
- S 63 Geier; 1976–2005; Schnellboot; Albatros-Klasse; Bundesmarine[A 2]

Gellen
- Gellen; 1953–1957; Seezeichenschiff; Einzelschiff; Seehydrographischer Dienst der DDR
- Gellen; 1977–1990; Seezeichenkontrollboot; SKB-64-Klasse; Seehydrographischer Dienst der DDR

Gemma
- Gemma; 1960–1989; Schnelles Minensuchboot; Schütze-Klasse; Bundesmarine

Genthin
- Genthin; 1972–1990; Minensuchboot; Kondor-II-Klasse; Volksmarine

Georg Thiele
- Z 2 Georg Thiele; 1937–1940; Zerstörer; Zerstörer Typ 1934; Kriegsmarine

Gepard
- Gepard; 1963–1982; Schnellboot; Zobel-Klasse; Bundesmarine
- S 71 Gepard; seit 1982; Schnellboot; Gepard-Klasse; Bundesmarine[A 2]

Gera
- Gera; 1957–1972; Minensuchboot; Krake-Klasse; Volksmarine

### Gl
Glücksburg
- Glücksburg; 1968–2001; Versorgungsschiff; Lüneburg-Klasse; Bundesmarine

Glückstadt
- Nr. 7 Glückstadt; 1848–1851; gedecktes Ruderkanonenboot; Einheitstyp; Schleswig-Holsteinische Marine

Glyndwr
- Glyndwr; 1914–1919; Flugzeugmutterschiff; Einzelschiff; Kaiserliche Marine

### Gn
Gneisenau
- Gneisenau; 1908–1914; Großer Kreuzer; Scharnhorst-Klasse; Kaiserliche Marine
- Gneisenau; 1938–1942; Schlachtschiff; Scharnhorst-Klasse; Kriegsmarine
- Gneisenau; 1959–1968; Schulfregatte; Brommy-Klasse; Bundesmarine

### Go
Goeben
- Goeben; 1912–1914; Großer Kreuzer; Moltke-Klasse; Kaiserliche Marine

Görlitz
- Görlitz; 1955–1968; Minenräumboot; Schwalbe-Klasse; Volkspolizei See, Volksmarine

Göttingen
- Göttingen; 1958–1997; Küstenminensuchboot, Minenjagdboot; Lindau-Klasse; Bundesmarine

Golwitz
- Golwitz; 1968–1990; Seezeichenkontrollboot; SKB-64-Klasse; Seehydrographischer Dienst der DDR

Gorch Fock
- Gorch Fock; 1933–1945; Segelschulschiff; Gorch-Fock-Klasse; Reichsmarine, Kriegsmarine
- Gorch Fock; seit 1958; Segelschulschiff; Gorch-Fock-Klasse; Bundesmarine

Gotha
- Gotha; 1955–1968; Minenräumboot; Schwalbe-Klasse; Volkspolizei See, Volksmarine

### Gr
Graal-Müritz
- Graal-Müritz; 1970–1989; Minensuchboot; Kondor-I-Klasse; Volksmarine

Graf Spee
→ Admiral Graf Spee
- Admiral Graf Spee; 1936–1939; Panzerschiff; Deutschland-Klasse; Kriegsmarine
- Graf Spee; 1959–1964; Schulfregatte; Brommy-Klasse; Bundesmarine

Granitz
- Granitz; 1983–1990; Versorger; Darss-Klasse; Volksmarine

Gransee
- Gransee; 1973–1990; Minensuchboot; Kondor-II-Klasse; Volksmarine

Grasort
- Grasort; 1968–1990; Seezeichenkontrollboot; SKB-64-Klasse; Seehydrographischer Dienst der DDR

Graudenz
- Graudenz; 1914–1920; Kleiner Kreuzer; Graudenz-Klasse; Kaiserliche Marine, Reichsmarine

Greif
- Greif; 1887–1912; Aviso; Einzelschiff; Kaiserliche Marine
- Greif; 1916–1916; Hilfskreuzer; Einzelschiff; Kaiserliche Marine
- Greif; 1927–1944; Torpedoboot; Raubvogel-Klasse; Reichsmarine, Kriegsmarine
- Greif; 1937–1945; Flugsicherungsschiff; Einzelschiff; Luftwaffe der Wehrmacht
- Greif; 1959–1976; Schnellboot; Jaguar/Seeadler-Klasse; Bundesmarine
- S 66 Greif; 1976–2005; Schnellboot; Albatros-Klasse; Bundesmarine[A 2]

Greifswald
- Greifswald; 1955–1968; Minensuchboot; Habicht-Klasse; Volkspolizei See, Volksmarine
- Greifswald; 1969–1990; Minensuchboot; Kondor-I-Klasse; Volksmarine

Greiz
- Greiz; 1956–1981; Minenräumboot; Schwalbe-Klasse; Volkspolizei See, Volksmarine

Grevesmühlen
- Grevesmühlen; 1984–1991; U-Jagd-Boot; Parchim-Klasse; Volksmarine, Bundesmarine

Grille
- Grille; 1858–1920; Aviso; Einzelschiff; Preußische Marine, Marine des Norddeutschen Bundes, Kaiserliche Marine, Reichsmarine
- Grille; 1927–1934; Funk- und Sonarversuchsboot; Einzelschiff; Reichsmarine
- Grille; 1935–1945; Aviso, Staatsyacht; Einzelschiff; Kriegsmarine

Grimma
- Grimma; 1973–1990; Minensuchboot; Kondor-II-Klasse; Volksmarine

Grimmen
- Grimmen; 1964–1978; Landungsboot; Robbe-Klasse; Volksmarine
- Grimmen; 1979–1990; Landungsschiff; Frosch-I-Klasse; Volksmarine

Grömitz
- Grömitz; seit 1994; Minenjagdboot; Frankenthal-Klasse; Bundesmarine

Großer Kurfürst
- Großer Kurfürst; 1878–1878; Panzerschiff; Preußen-Klasse; Kaiserliche Marine
- Großer Kurfürst; 1914–1919; Großlinienschiff; König-Klasse; Kaiserliche Marine

Großherzog von Oldenburg
- Großherzog von Oldenburg; 1850–1852; Radkorvette; Frankfurt-Klasse; Reichsflotte

### Gu
Guben
- Wilhelm-Pieck-Stadt Guben; 1973–1990; Minensuchboot; Kondor-II-Klasse; Volksmarine

Gunther Plüschow
- Gunther Plüschow; 1936–1945; Flugsicherungsschiff; Einzelschiff; Luftwaffe der Wehrmacht

Güstrow
- Güstrow; 1957–1971; Minenräumboot; Schwalbe-Klasse; Volksmarine
- Güstrow; 1982–1990; U-Jagd-Boot; Parchim-Klasse; Volksmarine

Gustav Nachtigal
- Gustav Nachtigal; 1944–1944; Schnellbootbegleitschiff; Einzelschiff; Kriegsmarine

## H

### Ha
Habicht
- Habicht; 1864–1877; Dampfkanonenboot; Jäger-Klasse; Preußische Marine, Marine des Norddeutschen Bundes, Kaiserliche Marine
- Habicht; 1880–1906; Kanonenboot; Habicht-Klasse; Kaiserliche Marine
- Habicht; 1959–1976; Schnellboot; Jaguar/Seeadler-Klasse; Bundesmarine

Häher
- Häher; 1960–1974; Schnellboot; Jaguar-Klasse; Bundesmarine
- S 51 Häher; 1974–1994; Schnellboot; Tiger-Klasse; Bundesmarine[A 2]

Hagen
- Hagen; 1893–1915; Küstenpanzerschiff; Siegfried-Klasse; Kaiserliche Marine
- Hagen; Zweiter Weltkrieg[A 5]; Hilfsminensuchboot, Vorpostenboot; Fischdampfer; Kriegsmarine

Hagenow
- Hagenow; 1957–1973; Minenräumboot; Schwalbe-Klasse; Volksmarine
- Hagenow; 1976–1990; Landungsschiff; Frosch-I-Klasse; Volksmarine

Hai
- Hay; 1860–1880; Dampfkanonenboot; Jäger-Klasse; Preußische Marine, Marine des Norddeutschen Bundes, Kaiserliche Marine
- Hay; 1882–1906; Kanonenboot, Artillerietender; Einzelschiff; Kaiserliche Marine
- Hay; 1907–1932; Artillerietender; Einzelschiff; Kaiserliche Marine, Reichsmarine
- Hai; 1957–1966; U-Boot; Klasse 240; Bundesmarine

Halle
- Halle; 1957–1972; Minensuchboot; Krake-Klasse; Volksmarine
- Halle; 1986–1991; Küstenschutzschiff, Fregatte; Projekt 1159; Volksmarine, Bundesmarine

Hamburg
- Hamburg; 1848–1852; Radkorvette; Einzelschiff; Reichsflotte
- Hamburg; 1904–1944; Kleiner Kreuzer; Bremen-Klasse; Kaiserliche Marine, Reichsmarine, Kriegsmarine
- Hamburg; 1964–1994; Zerstörer; Hamburg-Klasse; Bundesmarine
- Hamburg; seit 2004; Fregatte; Sachsen-Klasse; Deutsche Marine

Hameln
- Hameln; 1960–1963; Küstenminensuchboot; Vegesack-Klasse; Bundesmarine
- Hameln; seit 1989; Schnelles Minensuchboot, Hohlstablenkboot; Hameln-/Ensdorf-Klasse; Bundesmarine

Hannover
- Hannover; 1907–1931; Linienschiff; Deutschland-Klasse; Kaiserliche Marine, Reichsmarine

Hans Albrecht Wedel
- Hans Albrecht Wedel; 1941–1945; Flugsicherungsschiff; K-VI-Klasse; Luftwaffe der Wehrmacht

Hans Bürkner
- Hans Bürkner; 1963–1990; Torpedofangboot, Schulboot, Erprobungsboot, U-Jagd-Boot; Einzelschiff; Bundesamt für Wehrtechnik und Beschaffung

Hans Christian Oersted
- Hans Christian Oersted; 1962–?; Erprobungsboot; YMS-Klasse; Bundesamt für Wehrtechnik und Beschaffung

Hans Lody
- Z 10 Hans Lody; 1938–1945; Zerstörer; Zerstörer-1934-Klasse; Kriegsmarine

Hans Lüdemann
- Z 18 Hans Lüdemann; 1938–1940; Zerstörer; Zerstörer Typ 1936; Kriegsmarine

Hans Rolshoven
- Hans Rolshoven; 1938–1942; Flugsicherungsschiff; Einzelschiff; Luftwaffe der Wehrmacht

Hans Techel
- Hans Techel; 1965–1966; U-Boot; Klasse 202; Bundesmarine

Hansa
- Hansa; 1850–1853; Radkorvette; Einzelschiff; Reichsflotte
- Hansa; 1875–1888; Panzerkorvette, Panzerschiff; Einzelschiff; Kaiserliche Marine
- Hansa; 1899–1919; Großer Kreuzer; Victoria-Louise-Klasse; Kaiserliche Marine
- Hansa, auch Schiff 5; 1942–1945; Hilfskreuzer, Kadettenschulschiff; Einzelschiff; Kriegsmarine
- Hansa; 1958–?; Küstenwachboot, Minentaucherboot; Einzelschiff/Prototyp; Bundesmarine

Harz
- Harz; 1963–1992; Betriebsstofftransporter; Klasse 766; Bundesmarine
- Harz; 1985–1990; Schwimmender Stützpunkt, Wohnschiff; Ohre-Klasse; Volksmarine

Havel
- Havel; 1939–1940; U-Boot-Tender; Minensuchboot 1916; Kriegsmarine

Havelland
- Havelland; 1985–1991; Schwimmender Stützpunkt, Wohnschiff; Ohre-Klasse; Volksmarine, Bundesmarine

Hay
→ Hai

### He
Hecht
- Hecht; 1938–1940; Flottentender; Minensuchboot 1916; Kriegsmarine
- Hecht; 1957–1968; U-Boot; Klasse 240; Bundesmarine

Heiligenhafen
- Heiligenhafen; ≈1956–1976; Sicherungsboot; Torpedofangboot (Kriegsmarine); Schießplatzkommando Todendorf

Heimdall
- Heimdall; 1894–1916; Küstenpanzerschiff; Siegfried-Klasse; Kaiserliche Marine

Heinz Roggenkamp
- Heinz Roggenkamp; 1964–1993; Erprobungsboot; YMS-Klasse; Bundesamt für Wehrtechnik und Beschaffung

Hela
- Hela; 1853–1871; Schoner, Brigg; Frauenlob-Klasse; Preußische Marine, Marine des Norddeutschen Bundes, Kaiserliche Marine
- Hela; 1896–1914; Aviso, Kleiner Kreuzer; Einzelschiff; Kaiserliche Marine
- Hela; 1923–1940; Flottentender; Minensuchboot 1916; Reichsmarine
- Hela; 1940–1945; Flottentender; Aviso; Kriegsmarine

Helgoland
- Helgoland; 1911–1919; Großlinienschiff; Helgoland-Klasse; Kaiserliche Marine
- Helgoland; 1966–2002; Hochseeschlepper; Helgoland-Klasse; Bundesmarine

Heppens
- Heppens; 1971–1994; Hafenschlepper; Neuende-Klasse; Bundesmarine

Herkules
- Herkules; 1960–1987; Schnelles Minensuchboot; Schütze-Klasse; Bundesmarine

Hermann Schoemann
- Z 7 Hermann Schoemann; 1937–1942; Zerstörer; Zerstörer Typ 1934A; Kriegsmarine

Hermann von Helmholtz
- Hermann von Helmholtz; 1962–?; Erprobungsboot; YMS-Klasse; Bundesamt für Wehrtechnik und Beschaffung

Hermann von Wißmann
- Hermann von Wißmann; 1943–1945; Schnellbootbegleitschiff; Einzelschiff; Kriegsmarine

Hermelin
- Hermelin; 1962–1983; Schnellboot; Zobel-Klasse; Bundesmarine
- S 73 Hermelin; seit 1983; Schnellboot; Gepard-Klasse; Bundesmarine[A 2]

Hermes
- ZG 3 Hermes; 1942–1943; Zerstörer; britische G-Klasse; Kriegsmarine
- Hermes; 1961–1992; U-Jagd-Boot; Thetis-Klasse; Bundesmarine

Herrmann Kühne
- Z 19 Herrmann Künne; 1938–1940; Zerstörer; Zerstörer-1936-Klasse; Kriegsmarine

Herten
- Herten; 1991–2016; Schnelles Minensuchboot, Minenjagdboot; Hameln-/Kulmbach-Klasse; Bundesmarine

Hertha
- Hertha; 1864–1884; Gedeckte Korvette; Arcona-Klasse; Preußische Marine, Marine des Norddeutschen Bundes, Kaiserliche Marine
- Hertha; 1898–1919; Großer Kreuzer; Victoria-Louise-Klasse; Kaiserliche Marine
- Hertha; 1962–1992; Küstenwachboot, Binnenminensuchboot; Ariadne-Klasse; Bundesmarine

Hessen
- Hessen; 1905–1945; Linienschiff, Zielschiff; Braunschweig-Klasse; Kaiserliche Marine, Reichsmarine, Kriegsmarine
- Hessen; 1968–1990; Zerstörer; Hamburg-Klasse; Bundesmarine
- Hessen; seit 2006; Fregatte; Sachsen-Klasse; Deutsche Marine

Hettstadt
- Hettstadt; 1973–1990; Minensuchboot; Kondor-II-Klasse; Volksmarine

### Hi
Hiddensee
- Hiddensee; 1962–1990; Tanker; Projekt 35; Volksmarine
- Hiddensee; 1990–1991; Korvette; Tarantul-I-Klasse; Bundesmarine

Hildebrand
- Hildebrand; 1893–1916; Küstenpanzerschiff; Siegfried-Klasse; Kaiserliche Marine
- Hildebrand; Zweiter Weltkrieg[A 5]; Hilfsminensuchboot, Vorpostenboot; Fischdampfer; Kriegsmarine

Hille
- Hille; 1943–1945; Räumbootbegleitschiff; Minensuchboot 1916; Kriegsmarine, Deutscher Minenräumdienst

Hindenburg
- Hindenburg; 1917–1919; Großer Kreuzer; Derfflinger-Klasse; Kaiserliche Marine

Hipper
→ Admiral Hipper
- Admiral Hipper; 1939–1945; Schwerer Kreuzer; Admiral-Hipper-Klasse; Kriegsmarine
- Hipper; 1959–1964; Schulfregatte; Brommy-Klasse; Bundesmarine

### Ho
Hohenzollern
- Hohenzollern; 1880–1892; Aviso, Staatsyacht; Kaiserliche Marine
- Hohenzollern; 1893–1920; Aviso, Staatsyacht; Kaiserliche Marine, Reichsmarine

Hohwacht
- Hohwacht; ≈1956–1974; Sicherungsboot; Torpedofangboot (Kriegsmarine); Schießplatzkommando Todendorf

Holnis
- ; ?-?; Versuchsboot; Klasse 740; Bundesmarine

Holstein
- Holstein; ab 2023; Arbeitsboot; Schleswig-Klasse; Wehrtechnische Dienststelle 71

Homburg
- Homburg; seit 1995; Minenjagdboot; Frankenthal-Klasse; Bundesmarine

Horst Wessel
- Horst Wessel; 1936–1945; Segelschulschiff; Gorch-Fock-Klasse; Kriegsmarine

Hoyerswerda
- Hoyerswerda; 1964–1975; Landungsboot; Robbe-Klasse; Volksmarine
- Hoyerswerda; 1976–1990; Landungsschiff; Frosch-I-Klasse; Volksmarine

### Hu
Hugin
- Hugin; Zweiter Weltkrieg; Hilfsminensuchboot, Vorpostenboot; Fischdampfer; Kriegsmarine
- Hugin; 1960–1964; Schnellboot; Nasty-Klasse; Bundesmarine

Hugo Eckener
- Hugo Eckener; 1953–1965; Flugsicherungsboot; Havanna-Klasse; Volksmarine

Hummel
- Hummel; 1882–1910; Panzerkanonenboot; Wespe-Klasse; Kaiserliche Marine
- Hummel; 1957–1963; Schulboot; Wespe-Klasse; Bundesmarine

### Hy
Hyäne
- Hyäne; 1864–1873; Dampfkanonenboot; Jäger-Klasse; Preußische Marine, Marine des Norddeutschen Bundes, Kaiserliche Marine
- Hyäne; 1879–1920; Kanonenboot; Wolf-Klasse; Kaiserliche Marine, Reichsmarine
- Hyäne; 1963–1984; Schnellboot; Zobel-Klasse; Bundesmarine
- S 80 Hyäne; seit 1984; Schnellboot; Gepard-Klasse; Bundesmarine[A 2]

Hydrograph
- Hydrograph; 1961–1983; Aufklärungsschiff; Okean-Klasse; Volksmarine

## I

### Il
Ilmenau
- Ilmenau; 1957–1966; Minenräumboot; Schwalbe-Klasse; Volksmarine

Iltis
- Iltis; 1880–1896; Kanonenboot; Wolf-Klasse; Kaiserliche Marine
- Iltis; 1898–1914; Kanonenboot; Iltis-Klasse; Kaiserliche Marine
- Iltis; 1917–1917; Hilfskreuzer; Einzelschiff; Kaiserliche Marine
- Iltis; 1929–1939; Torpedoboot; Raubtier-Klasse; Reichsmarine, Kriegsmarine
- Iltis; 1957–1975; Schnellboot; Jaguar-Klasse; Bundesmarine
- S 42 Iltis; 1973–1992; Schnellboot; Tiger-Klasse; Bundesmarine[A 2]

### Im
Immelmann
- Immelmann; 1941–1945; Flugsicherungsschiff; Klasse K V; Luftwaffe

### In
Inger
- Inger; 1966–1992; Landungsboot, Schulboot; Barbe-Klasse; Bundesmarine

### Ir
Irben
- Irben; 1936–1945; Minentransporter; Irben-Klasse; Kriegsmarine

Irene
- Irene; 1888–1914; Kleiner Kreuzer; Irene-Klasse; Kaiserliche Marine

### Is
Isar
- Isar; 1939–1945; U-Boot-Begleitschiff; Einzelschiff; Kriegsmarine
- Isar; 1964–1980; Tender; Mosel-Klasse; Bundesmarine

## J

### Ja
Jade
- Jade; 1967–1992; Tankreinigungsschiff; Förde-Klasse; Bundesamt für Wehrtechnik und Beschaffung

Jäger
- Jäger; 1861–1872; Dampfkanonenboot; Jäger-Klasse; Preußische Marine, Marine des Norddeutschen Bundes, Kaiserliche Marine

Jagd
- Jagd; 1888–1901; Aviso; Wacht-Klasse; Kaiserliche Marine
- Jagd; 1929–1940; Tender; Minensuchboot 1916; Reichsmarine, Kriegsmarine
- Jagd; 1942–1947; Flottenbegleiter; Flottenbegleiter-Klasse; Kriegsmarine, Deutscher Minenräumdienst

Jaguar
- Jaguar; 1898–1914; Kanonenboot; Iltis-Klasse; Kaiserliche Marine
- Jaguar; 1929–1944; Torpedoboot; Raubtier-Klasse; Reichsmarine, Kriegsmarine
- Jaguar; 1957–1973; Schnellboot; Jaguar-Klasse; Bundesmarine
- S 47 Jaguar; 1973–2000; Schnellboot; Tiger-Klasse; Bundesmarine[A 2]

Jasmund
- Jasmund; 1985–1990; Aufklärungsschiff; Darss-Klasse; Volksmarine

### Je
Jena
- Jena; 1956–1968; Minenräumboot; Schwalbe-Klasse; Volkspolizei See, Volksmarine

Jeverland
- Jeverland; 1959–1968; Depottanker; Klasse 780; Bundesmarine

### Jo
Joh. L. Krüger
- Joh. L. Krüger; 1951–1960; Forschungsschiff; Einzelschiff; Seehydrographischer Dienst der DDR

Johann Wittenborg
- Johann Wittenborg; 1938–1940; Versuchsboot; Minensuchboot 1916; Kriegsmarine

Jordan
- Jordan; 1954–1976; Vermessungsschiff; Einzelschiff; Seehydrographischer Dienst der DDR
- Jordan; 1976–1982; Vermessungsschiff; Einzelschiff; Seehydrographischer Dienst der DDR

### Ju
Jüterbog
- Jüterbog; 1971–1990; Minensuchboot; Kondor-II-Klasse; Volksmarine

Juist
- Juist; seit 1971; Seeschlepper, Taucherschulboot; Wangerooge-Klasse; Bundesmarine

Jungingen
- Jungingen; 1941–1943; Räumbootbegleitschiff; Minensuchboot 1916; Kriegsmarine

Jupiter
- Jupiter; 1956–1959; Minenräumboot; R-Boot der Kriegsmarine; Bundesmarine
- Jupiter; 1961–1989; Schnelles Minensuchboot; Schütze-Klasse; Bundesmarine

## K

### Ka
Kaiser
- Kaiser; 1859–1902; Linienschiff; britische Agamemnon-Klasse; Österreichische Kriegsmarine
- Kaiser; 1912–1919; Großlinienschiff; Kaiser-Klasse; Kaiserliche Marine
- Kaiser; 1914–1919 und 1939–1945; Minenschiff; Einzelschiff; Kaiserliche Marine, Kriegsmarine

Kaiser Barbarossa
- Kaiser Barbarossa; 1901–1919; Linienschiff; Kaiser-Friedrich-Klasse; Kaiserliche Marine

Kaiser Friedrich III.
- Kaiser Friedrich III.; 1898–1919; Linienschiff; Kaiser-Friedrich-Klasse; Kaiserliche Marine
- Kaiser Karl der Große; 1902–1919; Linienschiff; Kaiser-Friedrich-Klasse; Kaiserliche Marine

Kaiser Wilhelm der Große
- Kaiser Wilhelm der Große; 1900–1920; Linienschiff; Kaiser-Friedrich-Klasse; Kaiserliche Marine, Reichsmarine
- Kaiser Wilhelm der Große; 1914–1914; Hilfskreuzer; Einzelschiff; Kaiserliche Marine

Kaiser Wilhelm II.
- Kaiser Wilhelm der Große; 1901–1915; Linienschiff; Kaiser-Friedrich-Klasse; Kaiserliche Marine

Kaiseradler
- Kaiseradler; 1892–1909; Aviso, Staatsyacht; Kaiserliche Marine

Kaiserin
- Kaiserin; 1913–1919; Großlinienschiff; Kaiser-Klasse; Kaiserliche Marine

Kaiserin Augusta
- Kaiserin Augusta; 1892–1920; Geschützter Kreuzer, Großer Kreuzer; Einzelschiff; Kaiserliche Marine, Reichsmarine

Kalkgrund
- Kalkgrund; 1989–2004; Erprobungsboot; Stollergrund-Klasse; Bundesamt für Wehrtechnik und Beschaffung
- Kalkgrund; ab 2023; Erprobungsboot; Kalkgrund-Klasse; Bundesamt für Ausrüstung, Informationstechnik und Nutzung der Bundeswehr

Kamenz
- Kamenz; 1955–1970; Minenräumboot; Schwalbe-Klasse; Volkspolizei See, Volksmarine
- Kamenz; 1971–1990; Minensuchboot; Kondor-II-Klasse; Volksmarine

Karl F. Gauss
- Karl F. Gauss; 1952–1976; Vermessungsschiff; Einzelschiff; Seehydrographischer Dienst der DDR
- Carl F. Gauss; 1976–1990; Vermessungsschiff; Kondor-II-Klasse; Seehydrographischer Dienst der DDR

Karl Galster
- Z 20 Karl Galster; 1939–1945; Zerstörer; Zerstörer Typ 1936; Kriegsmarine

Karl Liebknecht
- Karl Liebknecht; 1959–1968; Küstenschutzschiff; Riga-Klasse; Volksmarine

Karl Marx
- Karl Marx; 1956–1976; Küstenschutzschiff; Riga-Klasse; Volksmarine
- Karl-Marx-Stadt; 1958–1976; Minensuchboot; Krake-Klasse; Volksmarine

Karl Meyer
- Karl Meyer; 1940–1944; Flugsicherungsschiff; K V-Klasse; Luftwaffe der Wehrmacht

Karlsruhe
- Karlsruhe; 1914–1914; Kleiner Kreuzer; Karlsruhe-Klasse; Kaiserliche Marine
- Karlsruhe; 1916–1919; Kleiner Kreuzer; Königsberg-Klasse; Kaiserliche Marine
- Karlsruhe; 1929–1940; Leichter Kreuzer; Königsberg-Klasse; Reichsmarine, Kriegsmarine
- Karlsruhe; 1962–1983; Fregatte; Köln-Klasse; Bundesmarine
- Karlsruhe; 1984–2017; Fregatte; Bremen-Klasse; Bundesmarine

Karpfen
- Karpfen; 1966–1992; Landungsboot; Barbe-Klasse; Bundesmarine

### Ke
Kehrwieder
- Kehrwieder; 1944–1945; Minenschiff; Minensuchboot 1916; Kriegsmarine

### Ki
Kiebitz
- Kiebitz; 1944–1944; Minenschiff; Einzelschiff; Kriegsmarine

Kiel
- Kiel; 1848–1851; bewaffneter Raddampfer; Einzelschiff; Schleswig-Holsteinische Marine

Kirchdorf
- Kirchdorf; 1970–1990; Minensuchboot; Kondor-I-Klasse; Volksmarine

### Kl
Klütz
- Klütz; 1970–1990; Minensuchboot; Kondor-I-Klasse; Volksmarine

### Kn
Knechtsand
- Knechtsand; 1958–1990; Hafenschlepper; Lütje Hörn-Klasse; Bundesmarine
- Knechtsand; seit 1990; Hafenschlepper; Nordstrand-Klasse; Bundesmarine

### Ko
Koblenz
- Koblenz; 1958–1997; Küstenminensuchboot, Minenjagdboot; Lindau-Klasse; Bundesmarine

Köln
→ Cöln
- Cöln; 1911–1914; Kleiner Kreuzer; Kolberg-Klasse; Kaiserliche Marine
- Cöln; 1918–1919; Kleiner Kreuzer; Cöln-Klasse; Kaiserliche Marine
- Köln; 1930–1945; Leichter Kreuzer; Königsberg-Klasse; Reichsmarine, Kriegsmarine
- Köln; 1961–1982; Fregatte; Köln-Klasse; Bundesmarine
- Köln; 1984–2012; Fregatte Bremen-Klasse; Bundesmarine

König
- Kaiser; 1914–1919; Großlinienschiff; König-Klasse; Kaiserliche Marine

König Albert
- König Albert; 1913–1919; Großlinienschiff; Kaiser-Klasse; Kaiserliche Marine

König Wilhelm
- König Wilhelm; 1869–1904; Panzerfregatte, Großer Kreuzer; Einzelschiff; Marine des Norddeutschen Bundes, Kaiserliche Marine

Königin Luise
- Königin Luise; 1914–1914; Hilfsminenleger; Einzelschiff; Kaiserliche Marine
- Königin Luise; 1939–1941; Minenschiff; Einzelschiff; Kriegsmarine

Königsberg
- Königsberg; 1907–1915; Kleiner Kreuzer; Königsberg-Klasse; Kaiserliche Marine
- Königsberg; 1916–1920; Kleiner Kreuzer; Königsberg-Klasse; Kaiserliche Marine, Reichsmarine
- Königsberg; 1929–1940; Leichter Kreuzer; Königsberg-Klasse; Reichsmarine, Kriegsmarine

Köthen
- Köthen; 1956–1981; Minenräumboot; Schwalbe-Klasse; Volkspolizei See, Volksmarine

Kolberg
- Colberg; 1812–1816; Festungswachschiff; Einzelschiff; Preußische Marine
- Kolberg; 1910–1919; Kleiner Kreuzer; Kolberg-Klasse; Kaiserliche Marine

Kolliker Ort
- Kolliker Ort; 1968–1990; Seezeichenkontrollboot; SKB-64-Klasse; Seehydrographischer Dienst der DDR

Komet
→ Comet
- Comet; 1861–1881; Dampfkanonenboot; Camaeleon-Klasse; Preußische Marine, Marine des Norddeutschen Bundes, Kaiserliche Marine
- Comet; 1893–1911; Aviso; Meteor-Klasse; Kaiserliche Marine
- Komet auch Handelsstörkreuzer 7 (HSK 7) und Schiff 45; 1940–1942; Hilfskreuzer; Einzelschiff; Kriegsmarine
- Komet; 1972–1990; Aufklärungsschiff; Kondor-I-Klasse; Volksmarine

Kondor
→ Condor
- Condor; 1892–1920; Kleiner Kreuzer, Kanonenboot; Bussard-Klasse; Kaiserliche Marine, Reichsmarine
- Kondor; 1927–1944; Torpedoboot; Raubvogel-Klasse; Reichsmarine, Kriegsmarine
- Kondor; 1959–1976; Schnellboot; Jaguar/Seeadler-Klasse; Bundesmarine
- S 67 Kondor; 1976–2004; Schnellboot; Albatros-Klasse; Bundesmarine[A 2]

Konstanz
- Konstanz; 1959–2000; Küstenminensuchboot, Hohlstablenkboot; Lindau-Klasse; Bundesmarine

Kormoran
→ Cormoran
- Cormoran; 1892–1914; Kleiner Kreuzer, Kanonenboot; Bussard-Klasse; Kaiserliche Marine
- Cormoran; 1914–1917; Hilfskreuzer, Einzelschiff, Kaiserliche Marine
- Kormoran auch Handelsstörkreuzer 8 (HSK 8) und Schiff 41; 1940–1941; Hilfskreuzer; Einzelschiff; Kriegsmarine
- Kormoran; 1959–1976; Schnellboot; Jaguar/Seeadler-Klasse; Bundesmarine
- S 70 Kormoran; 1977–2005; Schnellboot; Albatros-Klasse; Bundesmarine[A 2]

### Kr
Kranich
- Kranich; 1941–1943; Hilfs-Flugsicherungsschiff; Einzelschiff; Luftwaffe der Wehrmacht; ex M 77 der Kaiserlichen Marine
- Kranich; 1959–1973; Schnellboot; Jaguar-Klasse; Bundesmarine
- S 60 Kranich; 1975–1998; Schnellboot; Tiger-Klasse; Bundesmarine[A 2]

Krebs
- Krebs; 1959–1973; Schnelles Minensuchboot; Schütze-Klasse; Bundesmarine

Kreta
- Kreta; 1943–1943; Jägerleitschiff; Einzelschiff; Kriegsmarine

Krischan
- Krischan; 1934–1944; Flugsicherungsschiff; Einzelschiff; Luftwaffe der Wehrmacht
- Krischan II (ab 1936 Gunther Plüschow); 1935–1945; Flugsicherungsschiff; Einzelschiff; Luftwaffe der Wehrmacht
- Krischan III (ab 1936 Bernhard von Tschirschk); 1935–1945; Flugsicherungsschiff; Einzelschiff; Luftwaffe der Wehrmacht
- Krischan der Große; 1942–1944; Flakträger; Einzelschiff; Luftwaffe der Wehrmacht

Krokodil
→ Crocodill
- Crocodill; 1860–1867; Dampfkanonenboot; Jäger-Klasse; Preußische Marine
- Krokodil; 1958–1972; Landungsschiff; Eidechse-Klasse; Bundesmarine

Kronprinz
- Kronprinz; 1867–1901; Panzerfregatte; Einzelschiff; Marine des Norddeutschen Bundes, Kaiserliche Marine
- Kronprinz (ab Juni 1918 Kronprinz Wilhelm); 1914–1919; Großlinienschiff; König-Klasse; Kaiserliche Marine

Kronprinz Wilhelm
- Kronprinz Wilhelm; 1914–1917; Hilfskreuzer; Einzelschiff; Kaiserliche Marine

### Ku
Kühlung
- Kühlung; 1983–1990; Werkstattschiff; Darss-Klasse; Volksmarine

Kühlungsborn
- Kühlungsborn; 1970–1990; Minensuchboot; Kondor-I-Klasse; Volksmarine

Kühn
- Kühn; 1882–1891; Torpedoboot; Schütze-Klasse; Kaiserliche Marine

Kulmbach
- Kulmbach; 1990–2012; Schnelles Minensuchboot, Minenjagdboot; Hameln-/Kulmbach-Klasse; Bundesmarine

Kurfürst Friedrich Wilhelm
- Kurfürst Friedrich Wilhelm; 1894–1910; Linienschiff; Brandenburg-Klasse; Kaiserliche Marine

### Ky
Kyritz
- Kyritz; 1971–1990; Minensuchboot; Kondor-II-Klasse; Volksmarine

## L

### La
Laboe
- Laboe; 1989–2012; Schnelles Minensuchboot, Minenjagdboot; Hameln-/Kulmbach-Klasse; Bundesmarine

Lachs
- Lachs; seit 1966; Landungsboot; Barbe-Klasse; Bundesmarine

Lahn
- Lahn; 1964–1991; Tender; Lahn-Klasse; Bundesmarine

Landtief
- Landtief; 1968–1990; Seezeichenkontrollboot; SKB-64-Klasse; Seehydrographischer Dienst der DDR

Langeness
- Langeness; 1959–1987; Hafenschlepper; Lütje Hörn-Klasse; Bundesmarine
- Langeness; seit 1987; Hafenschlepper; Nordstrand-Klasse; Bundesmarine

Langeoog
- Langeoog; 1968–1977; Seeschlepper; Wangerooge-Klasse; Bundesmarine

Lauenburg
- Lauenburg; 1940–1941; Wetterbeobachtungsschiff; Fischdampfer; Kriegsmarine

Lauting
- Lauting; 1907–1914; Schleppdampfer, Minenleger; Einzelschiff; Kaiserliche Marine
- Lauting; 1934–1947; Minentransporter; Reichsmarine, Kriegsmarine, Deutscher Minenräumdienst

### Le
Leberecht Maass
- Z 1 Leberecht Maass; 1937–1940; Zerstörer; Zerstörer Typ 1934; Kriegsmarine

Lech
- Lech; 1939–1945; U-Boot-Begleitschiff; Einzelschiff; Kriegsmarine
- Lech; 1964–1989; Tender; Lahn-Klasse; Bundesmarine

Leipzig
- Leipzig; 1877–1894; Gedeckte Korvette, Kreuzerfregatte; Leipzig-Klasse; Kaiserliche Marine
- Leipzig; 1906–1914; Kleiner Kreuzer; Bremen-Klasse; Kaiserliche Marine
- Leipzig; 1931–1945; Leichter Kreuzer; Leipzig-Klasse; Reichsmarine, Kriegsmarine
- Leipzig; 1958–1976; Minensuchboot; Krake-Klasse; Volksmarine

Leitholm
- Leitholm; 1952–1953; Seezeichenschiff; Einzelschiff; Seehydrographischer Dienst der DDR

Leopard
- Leopard; 1917–1917; Hilfskreuzer; Einzelschiff; Kaiserliche Marine
- Leopard; 1929–1940; Torpedoboot; Raubtier-Klasse; Reichsmarine, Kriegsmarine
- Leopard; 1940–1945; Torpedoboot; Sleipner-Klasse; Kriegsmarine
- Leopard; 1958–1973; Schnellboot; Jaguar-Klasse; Bundesmarine
- S 45 Leopard; 1973–2000; Schnellboot; Tiger-Klasse; Bundesmarine[A 2]

### Li
Libben
- Libben; 1971–1990; Torpedofangboot; Kondor-I-Klasse; Volksmarine

Lindau
- Lindau; 1958–2000; Küstenminensuchboot, Minenjagdboot; Lindau-Klasse; Bundesmarine

Linz
- Linz; 1943–1945; Minenschiff; Einzelschiff; Kriegsmarine

### Lo
Lofjord
- Lofjord; 1941–1945; Wohnschiff, Zielschiff; Kriegsmarine, Luftwaffe

Loreley
- Loreley; 1859–1896; Aviso; Einzelschiff; Preußische Marine, Marine des Norddeutschen Bundes, Kaiserliche Marine
- Loreley; 1896–1918; Stationsschiff; Einzelschiff; Kaiserliche Marine
- K 4 Loreley; 1943–1945; Kanonenboot; Einzelschiff; Kriegsmarine
- Loreley; 1968–2002; Küstenwachboot, Binnenminensuchboot; Frauenlob-Klasse; Bundesmarine

Lothringen
- Lothringen; 1906–1931; Linienschiff; Braunschweig-Klasse; Kaiserliche Marine, Reichsmarine
- Lothringen; 1942–1945; Minenschiff; Einzelschiff; Kriegsmarine

Löwe
- Löwe; 1848–1851; bewaffneter Raddampfer; Einzelschiff; Schleswig-Holsteinische Marine
- Löwe; 1940–1945; Torpedoboot; Sleipner-Klasse; Kriegsmarine
- Löwe; 1940–1945; Wachboot, Vorpostenboot; Nordkapp-Klasse; Kriegsmarine
- Löwe; 1959–1975; Schnellboot; Jaguar-Klasse; Bundesmarine
- S 48 Löwe; 1974–2002; Schnellboot; Tiger-Klasse; Bundesmarine[A 2]

### Lu
Luchs
- Luchs; 1900–1914; Kanonenboot; Iltis-Klasse; Kaiserliche Marine
- Luchs; 1929–1940; Torpedoboot; Raubtier-Klasse; Reichsmarine, Kriegsmarine
- Luchs; 1958–1972; Schnellboot; Jaguar-Klasse; Bundesmarine
- S 43 Luchs; 1973–1998; Schnellboot; Tiger-Klasse; Bundesmarine[A 2]

Luckenwalde
- Luckenwalde; 1957–1974; Minenräumboot; Schwalbe-Klasse; Volksmarine

Ludwigshafen
- Ludwigshafen am Rhein; seit 2013; Korvette; Braunschweig-Klasse; Deutsche Marine

Ludwigslust
- Ludwigslust; 1983–1990; U-Jagd-Boot; Parchim-Klasse; Volksmarine

Lübben
- Lübben; 1964–1976; Landungsboot; Robbe-Klasse; Volksmarine
- Lübben; 1978–1990; Landungsschiff; Frosch-I-Klasse; Volksmarine

Lübeck
- Lübeck; 1848–1852; Radkorvette; Einzelschiff; Reichsflotte
- Lübeck; 1905–1919; Kleiner Kreuzer; Bremen-Klasse; Kaiserliche Marine
- Lübeck; 1963–1988; Fregatte; Köln-Klasse; Bundesmarine
- Lübeck; seit 1990; Fregatte; Bremen-Klasse; Bundesmarine

Lübz
- Lübz; 1982–1991; U-Jagd-Boot; Parchim-Klasse; Volksmarine, Bundesmarine

Lüneburg
- Lüneburg; 1966–1994; Versorgungsschiff; Lüneburg-Klasse; Bundesmarine

Lütje Hörn
- Lütje Hörn; 1958–1990; Hafenschlepper; Lütje Hörn-Klasse; Bundesmarine
- Lütje Hörn; seit 1990; Hafenschlepper; Nordstrand-Klasse; Bundesmarine

Lütjens
- Lütjens; 1969–2003; Zerstörer; Lütjens-Klasse; Bundesmarine

Lützow
- Lützow; 1915–1916; Großer Kreuzer; Derfflinger-Klasse; Kaiserliche Marine
- Lützow; 1939–1945; Panzerschiff; Deutschland-Klasse; Kriegsmarine

Luise
- Luise; 1874–1896; Kreuzerkorvette; Ariadne-Klasse; Kaiserliche Marine

Lumme
- Lumme; 1950–1971; Taucherboot; Einzelschiff; Hauptverwaltung Seepolizei, Volkspolizei See, Volksmarine

## M

### Ma
Magdeburg
- Magdeburg; 1912–1944; Kleiner Kreuzer; Magdeburg-Klasse; Kaiserliche Marine
- Magdeburg; 1958–1972; Minensuchboot; Krake-Klasse; Volksmarine
- Magdeburg; seit 2008; Korvette; Braunschweig-Klasse; Deutsche Marine

Magnetologe
- Magnetologe; 1954–1960; Forschungsschiff; Einzelschiff; Seehydrographischer Dienst der DDR

Main
- Main; 1963–1993; Tender; Rhein-Klasse; Bundesmarine
- Main; seit 1994; Tender; Elbe-Klasse; Bundesmarine

Mainz
- Mainz; 1909–1914; Kleiner Kreuzer; Kolberg-Klasse; Kaiserliche Marine

Makrele
- Makrele; 1966–1991; Landungsboot; Barbe-Klasse; Bundesmarine

Malchin
- Malchin; 1969–1990; Minensuchboot; Kondor-I-Klasse; Volksmarine

Marburg
- Marburg; 1959–2000; Küstenminensuchboot, Minenjagdboot; Lindau-Klasse; Bundesmarine

Marder
- Marder; 1959–1972; Schnellboot; Jaguar-Klasse; Bundesmarine
- S 44 Marder; 1973–1994; Schnellboot; Tiger-Klasse; Bundesmarine[A 2]

Marie
- Marie; 1883–1904; Kreuzerkorvette; Carola-Klasse; Kaiserliche Marine

Markgraf
- Markgraf; 1914–1919; Großlinienschiff; König-Klasse; Kaiserliche Marine

Mars
- Mars; 1881–1908; Artillerieschulschiff; Einzelschiff; Kaiserliche Marine
- Mars; 1941–1944; Artillerieschulschiff; Einzelschiff; Kriegsmarine
- Mars; 1952–1953; Tonnenleger; Einzelschiff; Seehydrographischer Dienst der DDR
- Mars; 1956–1959; Minenräumboot; R-Boot der Kriegsmarine; Bundesmarine
- Mars; 1961–1992; Schnelles Minensuchboot; Schütze-Klasse; Bundesmarine

Max Schultz
- Z 3 Max Schultz; 1937–1940; Zerstörer; Zerstörer Typ 1934; Kriegsmarine

Max Stinsky
- Max Stinsky; 1941–1945; Flugsicherungsschiff; K-V-Klasse; Luftwaffe der Wehrmacht

### Me
Mecklenburg
- Mecklenburg; 1903–1920; Linienschiff; Wittelsbach-Klasse; Kaiserliche Marine, Reichsmarine
- Mecklenburg-Vorpommern; seit 1996; Fregatte; Brandenburg-Klasse; Deutsche Marine

Medusa
→ Liste von Schiffen mit dem Namen Medusa
- Medusa; 1864–ca. 1890; Dampfkorvette; Nymphe-Klasse; Preußische Marine, Marine des Norddeutschen Bundes, Kaiserliche Marine
- Medusa; 1900–1943; Kleiner Kreuzer; Gazelle-Klasse; Kaiserliche Marine, Reichsmarine, Kriegsmarine
- Medusa; 1967–2001; Küstenwachboot, Binnenminensuchboot; Frauenlob-Klasse; Bundesmarine

Meersburg
- Meersburg; 1968–1991; Versorgungsschiff; Lüneburg-Klasse; Bundesmarine

Meiningen
- Meiningen; 1957–1969; Minenräumboot; Schwalbe-Klasse; Volksmarine

Meissen
- Meissen; 1955–1981; Minenräumboot; Schwalbe-Klasse; Volkspolizei See, Volksmarine

Mellum
- Mellum; 1958–1990; Hafenschlepper; Lütje Hörn-Klasse; Bundesmarine

Merkur
- Merkur; 1956–1963; Minenräumboot; R-Boot der Kriegsmarine; Bundesmarine

Meteor
- Meteor; 1869–1877; Dampfkanonenboot; Camaeleon-Klasse; Preußische Marine, Marine des Norddeutschen Bundes, Kaiserliche Marine
- Meteor; 1891–1911; Aviso; Meteor-Klasse; Kaiserliche Marine
- Meteor; 1915–1915; Hilfskreuzer; Einzelschiff; Kaiserliche Marine
- Meteor; 1924–1945; Forschungs- und Vermessungsschiff; Einzelschiff; Reichsmarine, Kriegsmarine
- Meteor; 1972–1990; Aufklärungsschiff; Kondor-I-Klasse; Volksmarine

### Mi
Michel
- Michel, auch Handelsstörkreuzer 9 (HSK 9) und Schiff 28; 1941–1943; Hilfskreuzer; Einzelschiff; Kriegsmarine

Minden
- Minden; 1960–1997; Küstenminensuchboot, Minenjagdboot; Lindau-Klasse; Bundesmarine

Minerva
- Minerva; 1967–1995; Küstenwachboot, Binnenminensuchboot; Frauenlob-Klasse; Bundesmarine

Mira
- Mira; 1960–1973; Schnelles Minensuchboot; Schütze-Klasse; Bundesmarine

Mittelgrund
- Mittelgrund; seit 1989; Erprobungsboot; Stollergrund-Klasse; Bundesamt für Wehrtechnik und Beschaffung

### Mo
Mölders
- Mölders; 1969–2003; Zerstörer; Lütjens-Klasse; Bundesmarine

Mönchgut
- Mönchgut; 1983–1990; Versorger; Darss-Klasse; Volksmarine

Möwe
(auch Möve)
- Möwe; 1880–1905; Kanonenboot; Habicht-Klasse; Kaiserliche Marine
- Möwe; 1906–1914; Vermessungsschiff; Planet-Klasse; Kaiserliche Marine
- Möve; 1915–1920; Hilfskreuzer; Einzelschiff; Kaiserliche Marine, Reichsmarine
- Möwe; 1926–1944; Torpedoboot; Raubvogel-Klasse; Reichsmarine, Kriegsmarine
- Möwe; 1952–1953; Tonnenleger; Einzelschiff; Seehydrographischer Dienst der DDR

Moltke
- Moltke; 1878–1910; Kreuzerfregatte; Bismarck-Klasse; Kaiserliche Marine
- Moltke; 1911–1919; Großer Kreuzer; Moltke-Klasse; Kaiserliche Marine

Mosel
- Mosel; 1884–1894; Flussmonitor; Rhein-Klasse; Kaiserliche Marine
- Mosel; 1963–1990; Tender; Mosel-Klasse; Bundesmarine
- Mosel; seit 1993; Tender; Elbe-Klasse; Deutsche Marine

### Mu
Mücke
- Mücke; 1885–1911; Panzerkanonenboot; Wespe-Klasse; Kaiserliche Marine

Mühlhausen
- Mühlhausen; 1995–2007; Taucherschulboot; Einzelschiff; Deutsche Marine

München
- München; 1904–1919; Kleiner Kreuzer; Bremen-Klasse; Kaiserliche Marine

Münsterland
- Münsterland; 1961–1977; Depottanker; Klasse 780; Bundesmarine

Munin
- Munin; Zweiter Weltkrieg[A 5]; Hilfsminensuchboot, Vorpostenboot; Fischdampfer; Kriegsmarine
- Munin; 1960–1964; Schnellboot; Nasty-Klasse; Bundesmarine

Munster
- Munster; seit 1994; Sicherungsboot; Todendorf-Klasse; Wehrbereichskommando Küste

Muräne
- Muräne; 1966–1992; Landungsboot; Barbe-Klasse; Bundesmarine

Musquito
- Musquito; 1862–1886; Brigg, Schulschiff; Musquito-Klasse; Preußische Marine, Marine des Norddeutschen Bundes, Kaiserliche Marine

## N–Z
→ Schiffsnamen N–Z

### Listen von Schiffsnamen
- Liste der Namen der Kriegsschiffe im HRR
- Liste der Schiffe der Reichsflotte
- Liste preußischer Kriegsschiffe
- Liste der Schiffe der Kaiserlichen Marine
- Liste von Schiffen der Reichsmarine
- Liste von Schiffen der Kriegsmarine
- Liste von Schiffen und Booten der Luftwaffe von 1935 bis 1945
- Liste der Schiffe der Bundeswehr
- Liste der Schiffe der Nationalen Volksarmee

### Listen von Schiffen ohne Namen
- Liste deutscher Großer Torpedoboote (1898–1919)
- Liste der Küstentorpedoboote der A-Klassen
- Liste deutscher U-Boote (1906–1919)
- Liste deutscher U-Boote (1935–1945)/U 1–U 250
- Liste deutscher U-Boote (1935–1945)/U 251–U 500
- Liste deutscher U-Boote (1935–1945)/U 501–U 750
- Liste deutscher U-Boote (1935–1945)/U 751–U 1000
- Liste deutscher U-Boote (1935–1945)/U 1001–U 1250
- Liste deutscher U-Boote (1935–1945)/U 1251–U 1500
- Liste deutscher U-Boote (1935–1945)/U 1501–U 4870
- Liste von Unterseebooten der Bundeswehr